# Fujii Sōta
Fujii Sōta (藤井 聡太 (Đằng Tỉnh Thông Thái) , sinh ngày 19 tháng 7, 2002 (Bình Thành thứ 14) tại TP Seto, tỉnh Aichi) là một kỳ thủ shogi chuyên nghiệp đạt cấp độ Cửu đẳng người Nhật Bản. Hiện anh là kỳ thủ shogi số 1 Nhật Bản với việc đang sở hữu 7 trên tổng số 8 danh hiệu chuyên nghiệp shogi Nhật Bản, bao gồm Long Vương, Danh Nhân, Vương Vị, Vương Tọa, Kỳ Vương, Vương Tướng và Kỳ Thánh. Anh là kỳ thủ trẻ tuổi nhất lịch sử trở thành kỳ thủ chuyên nghiệp trực thuộc Liên đoàn Shogi Nhật Bản, và là một trong số 5 kỳ thủ làm được điều này khi vẫn đang là học sinh THCS.
Kể từ khi được thăng lên Tứ đẳng - trở thành kỳ thủ chuyên nghiệp vào năm 2016, Fujii đã phá vỡ nhiều kỷ lục của giới shogi chuyên nghiệp, mở đầu bằng kỷ lục chuỗi 29 ván thắng liên tiếp gây chấn động báo giới. Anh đã đạt được những kỷ lục về kỳ thủ trẻ tuổi nhất: thăng lên Lục - Thất - Bát - Cửu đẳng, giành chức vô địch giải chuyên nghiệp không danh hiệu, khiêu chiến danh hiệu, giành danh hiệu, giành Nhị - Tam - Tứ - Ngũ - Lục - Thất quán, giành danh hiệu Danh Nhân. Sau khi đánh bại Nagase Takuya tại loạt tranh ngôi Vương Toạ Chiến kỳ 71, anh trở thành người đầu tiên trong lịch sử độc chiếm 8 danh hiệu (Bát quán). Anh còn là người đầu tiên trong lịch sử duy trì được tỉ lệ thắng trên 80% trong vòng 6 năm liên tiếp (hiện vẫn đang duy trì), 20 lần giành chiến thắng liên tiếp trong loạt trận tranh danh hiệu (hiện vẫn đang duy trì) và là người đầu tiên trong lịch sử giành được Grand Slam - 4 chức vô địch của 4 giải shogi chuyên nghiệp không danh hiệu lớn nhất trong năm (gồm Cúp NHK, Ngân Hà Chiến, Cúp Nhật báo Asahi mở rộng và Giải vô địch toàn Nhật Bản Cúp JT).
Thành công của Fujii Sōta đã gây ra một cơn sốt shogi chưa từng có trong và ngoài Nhật Bản, và được báo giới nước này gọi là "Cơn sốt Fujii" (藤井フィーバー "Fujii Fever").

## Tuổi thơ và sự nghiệp shogi

### Tuổi thơ
Fujii sinh ra tại Thành phố Seto, tỉnh Aichi vào ngày 19 tháng 7 năm 2002 (Bình Thành 14), có mẹ là nội trợ và bố là nhân viên công ty nhà ở. Fujii được ông bà ngoại dạy chơi shogi vào năm 5 tuổi. Cậu bé Fujii học chơi shogi rất nhanh và thường chơi với ông ngoại, nhưng ngay mùa thu năm đó, ông ngoại đã không thể đánh thắng cậu. Tháng 12 cùng năm, cậu bắt đầu đi học shogi tại một lớp học ở Seto.
Dù chưa biết đọc biết viết, Fujii đã hiểu và ghi nhớ hết cuốn "Định thức chấp quân" dày 500 trang của Shoshi Kazuharu Thất đẳng mà thầy cậu đưa cho ở lớp học shogi chỉ trong vòng 1 năm, chỉ bằng việc đọc các hình cờ trong sách. Theo lời kể của thầy dạy ở lớp học shogi, lớp này tổ chức 3 buổi học 1 tuần, mỗi buổi 3 tiếng, nhưng khi Fujii tham gia học đã yêu cầu 4 buổi 1 tuần, và lớp học đã sắp xếp thêm buổi học cho cậu. Khi cậu vào lớp 1, cậu đã bắt đầu đánh shogi với cả các học sinh trung học.

### Hội Nghiên cứu
Fujii gia nhập Hội Nghiên cứu Shogi Tōkai vào tháng 3 năm 2010 khi đang học lớp 1. Tại đây, cậu lần đầu gặp kỳ thủ Sugimoto Masataka Thất đẳng, người mà sau này sẽ trở thành sư phụ của cậu, và vào năm lớp 3 Takada Akihiro cũng tham gia Hội Nghiên cứu này. Tháng 8 năm 2011, cậu giành chức vô địch hạng mục lớp nhỏ (lớp 1-2-3 Tiểu học) tại giải đấu Tiểu học Vương Tướng Chiến Kurashiki toàn Nhật Bản lần thứ 10. Tháng 10 năm đó, cậu cũng giành chức vô địch hạng mục lớp nhỏ tại Giải vô địch shogi toàn Nhật Bản Cúp JT khu vực Tōkai. Vào tháng 1 năm 2012, Fujii đã đối đầu với Itō Takumi tại Giải vô địch Shogi Tiểu học toàn quốc Cúp Tạp chí học sinh Shogakukan lần thứ 9.
Nhìn lại những ngày tham gia Hội Nghiên cứu, Fujii nói rằng: "Tôi đã được cùng chăm chỉ nghiên cứu với các bạn đồng trang lứa, cũng như thường xuyên được học hỏi từ các kỳ thủ chuyên nghiệp. Tôi đã có nhiều cơ hội ngồi lại phân tích sau các ván đấu - điều khá khó thực hiện được ở các giải đấu, và trưởng thành lên nhiều." Vào tháng 6 năm 2012, khi đang học lớp 4, cậu được thăng lên hạng B1 ở Hội Nghiên cứu, và vào tháng 9 cùng năm cậu gia nhập Trường Đào tạo Kỳ thủ với xếp hạng Lục cấp (6-kyu). Tại thời điểm này, cậu xuất hiện trên chương trình phát thanh địa phương ở Seto "Radio Thank You", phát biểu rằng "Tôi muốn vượt qua cả Danh Nhân".

### Trường Đào tạo Kỳ thủ
Cậu di chuyển đến Trường Đào tạo ở Hội quán Shogi Kansai bằng tàu cao tốc và tham gia hội nghiên cứu tại nhà của kỳ thủ nghiệp dư Inaba Satoshi. Vào năm lớp 6 (2014), Fujii trở thành người trẻ tuổi nhất lịch sử được thăng lên Sơ đẳng (1-dan) và Nhị đẳng (2-dan). Cậu còn giành chức vô địch Cuộc thi giải cờ chiếu hết (tsumeshogi) vào tháng 3 năm 2015, bảo vệ thành công chức vô địch 5 năm liên tiếp từ 2015 đến năm 2019. Sau những buổi học thường kỳ tại Trường Đào tạo, cậu cùng với Takada Akihiro và những học viên khác cùng nhau đấu tập shogi 10 giây hoặc giải cờ chiếu hết, nhưng người ta nói rằng các bài chiếu hết này đều là do Fujii sáng tác ra. Vào ngày 18 tháng 10 năm 2015, Fujii trở thành người trẻ tuổi nhất lịch sử được thăng lên Tam đẳng (3-dan), lúc đó cậu mới 13 tuổi 2 tháng.
Tuy nhiên, Giải Tam đẳng lần thứ 58 - lần thứ 2 của năm 2015 đã bắt đầu 2 tuần trước khi Fujii được thăng lên Tam đẳng, vào ngày 3 tháng 10. Do đó, Fujii đã phải chờ thêm 6 tháng mới được thi đấu tại Giải Tam đẳng. Trong thời gian này, sư phụ của cậu Sugimoto Bát đẳng đã tìm cách liên hệ để cậu có cơ hội được thi đấu cọ xát. Fujii đạt hạng 3 tại Giải vô địch Trường Đào tạo Kỳ thủ Kansai Cúp Nakasone vào tháng 3 năm 2016, và cùng năm đó - vào năm lớp 8, Fujii đã tham gia Giải Tam đẳng lần thứ 59 - lần thứ nhất của năm 2016. Trong thời gian diễn ra Giải Tam đẳng lần này, Fujii nhận lời đề nghị của Chida Shota, bắt đầu nghiên cứu shogi máy tính.
Vào ngày 3 tháng 9 năm 2016, tại vòng cuối cùng của Giải Tam đẳng lần thứ 59, Fujii đã đánh bại Nishiyama Tomoka Tam đẳng và giành vị trí nhất bảng xếp hạng với thành tích 13 thắng - 5 thua. Do đó, vào ngày 1 tháng 10 năm đó, Fujii đã được thăng lên Tứ đẳng (4-dan), qua đó chính thức trở thành kỳ thủ chuyên nghiệp, lúc này Fujii mới 14 tuổi 2 tháng. Với thành tích này, Fujii đã trở thành người trẻ tuổi nhất trong lịch sử trở thành kỳ thủ chuyên nghiệp, phá vỡ kỷ lục được Katō Hifumi thiết lập vào 62 năm trước đó (14 tuổi 7 tháng - vào ngày 1 tháng 8 năm 1954). Qua đó, cậu trở thành người thứ 5 trở thành kỳ thủ chuyên nghiệp lúc đang là học sinh THCS, sau Katō Hifumi, Tanigawa Kōji, Habu Yoshiharu và Watanabe Akira. Cậu cũng trở thành người thứ 6 trở thành kỳ thủ chuyên nghiệp chỉ sau 1 kỳ Giải Tam đẳng, sau Ogura Hisashi, Yashiki Nobuyuki, Kawakami Takeshi, Matsuo Ayumu và Sanmaidō Tatsuya.

## Sự nghiệp shogi chuyên nghiệp

### Khởi đầu sự nghiệp bằng kỷ lục 29 ván thắng liên tiếp (tháng 12/2016 - tháng 6/2017)
Ván đấu khởi đầu sự nghiệp kỳ thủ shogi chuyên nghiệp của Fujii Sōta là ván đấu với Katō Hifumi Cửu đẳng tại Vòng Xếp hạng Tổ 6 - Long Vương Chiến kỳ 30 (2016-17), diễn ra vào ngày 24 tháng 12 năm 2016. Chênh lệch độ tuổi giữa hai kỳ thủ là 62 năm 6 tháng, phá vỡ kỷ lục về chênh lệch độ tuổi lớn nhất giữa hai kỳ thủ trong một ván đấu chuyên nghiệp. Fujii đã đánh bại Katō sau 110 nước đi, đồng thời trở thành người trẻ tuổi nhất giành chiến thắng một ván đấu chính thức (14 tuổi 5 tháng).
Vào ngày 4 tháng 4 năm 2017, Fujii đánh bại Kobayashi Hiroshi tại Vòng Sơ loại thứ nhất Vương Tướng Chiến kỳ 67, qua đó phá kỷ lục số trận thắng liên tiếp từ khi ra mắt (11 trận thắng). Tuy nhiên chuỗi thắng của Fujii chưa dừng lại ở đó, và vào ngày 26 tháng 6 cùng năm, cậu đánh bại Masuda Yasuhiro Tứ đẳng - Nhất Tổ 5 tại Vòng Chung kết Long Vương Chiến kỳ 30, qua đó phá vỡ kỷ lục 28 ván thắng liên tiếp trước đó do Kamiya Hiroshi nắm giữ trong gần 30 năm, thiết lập kỷ lục 29 ván thắng liên tiếp mà không để thua một ván nào kể từ khi ra mắt.
Chuỗi thắng kéo dài trong vòng 6 tháng của Fujii kết thúc ở ván đấu tiếp theo tại Vòng 2 Vòng Chung kết Long Vương Chiến kỳ 30 vào ngày 2 tháng 7 năm 2017, khi Fujii để thua trước Sasaki Yūki Ngũ đẳng. Đây cũng là trận thua đầu tiên của Fujii trong sự nghiệp thi đấu chuyên nghiệp. Dẫu vậy, chuỗi thắng kỷ lục của Fujii đã gây chấn động báo giới, và cậu trở nên nổi tiếng đến nỗi tạo ra "Cơn sốt Fujii" khắp nước Nhật. Cái tên này cũng đã được đề cử giải Từ mới và Từ khoá thịnh hành của năm 2017.

### Kỳ thủ trẻ tuổi nhất vô địch giải đấu dành cho tất cả kỳ thủ chuyên nghiệp (mùa giải 2017)
Vào ngày 1 tháng 2 năm 2018, tại Vòng 9 - Thuận Vị Chiến kỳ 76 (2017-18) - Hạng C tổ 2, Fujii đánh bại Kajiura Hirotaka Tứ đẳng, qua đó với thành tích 9 trận toàn thắng đã giành ngôi nhất Hạng C tổ 2 sớm 1 vòng đấu và được thăng lên Hạng C tổ 1, cũng như thăng lên Ngũ đẳng (5-dan) vào cùng ngày. Đây cũng là trận thắng thứ 50 của Fujii trong sự nghiệp thi đấu chuyên nghiệp của anh. Sau đó ở vòng 10 vào ngày 15 tháng 3 cùng năm, Fujii cũng đã đánh bại Sanmaidō Tatsuya Tứ đẳng, và như vậy hoàn thành Thuận Vị Chiến kỳ 76 với thành tích 10 trận toàn thắng. Như vậy Fujii đã trở thành kỳ thủ thứ 6 toàn thắng Hạng C tổ 2 trong mùa đầu tiên tham gia, và cũng là kỳ thủ đầu tiên được thăng lên Ngũ đẳng và Hạng C tổ 1 khi vẫn đang học THCS.
Tại Giải vô địch Shogi mở rộng Cúp Nhật báo Asahi lần thứ 11 (2017-18), sau khi vượt qua các vòng sơ loại thứ nhất và thứ hai để đến với Vòng Chung kết, Fujii đã có lần đầu tiên đối đầu và giành chiến thắng trước một kỳ thủ giữ danh hiệu khi gặp Satō Amahiko Danh Nhân ở vòng Tứ kết vào ngày 14 tháng 1 năm 2018. Sau đó vào ngày 17 tháng 2 cùng năm, Fujii đã lần lượt đánh bại Habu Yoshiharu Long Vương (Kỳ Thánh) ở Bán kết và Hirose Akihito Bát đẳng (khi đó đã là kỳ thủ Hạng A Thuận Vị Chiến) ở trận Chung kết để lên ngôi vô địch. Nước thứ 93 trong trận Chung kết ▲M*44 của Fujii được Watanabe Akira nhận xét rằng "Nước đi này sẽ còn được nhắc đến nhiều như nước ▲B*52 của Habu Long Vương lúc ông 18 tuổi." Vào cùng ngày, Fujii đã được thăng lên Lục đẳng (6-dan) do thoả mãn tiêu chí "Vô địch một giải đấu dành cho tất cả kỳ thủ chuyên nghiệp sau khi thăng lên Ngũ đẳng". Như vậy sau giải đấu này, Fujii đã phá vỡ 3 kỷ lục (15 tuổi 6 tháng): kỳ thủ trẻ tuổi nhất vô địch một giải đấu chuyên nghiệp, kỳ thủ trẻ tuổi nhất vô địch một giải đấu dành cho tất cả kỳ thủ chuyên nghiệp, và kỳ thủ trẻ tuổi nhất được thăng lên Lục đẳng. Fujii chỉ giữ cấp độ Ngũ đẳng trong vòng vỏn vẹn 16 ngày, điều này khiến tờ tạp chí "Thế giới Shogi" không thể xuất bản theo kịp với tốc độ thăng cấp của Fujii. Để vinh danh những thành tựu của anh, vào ngày 26 tháng 2, chính quyền tỉnh Aichi đã quyết định trao tặng Fujii Bằng khen Đặc biệt của Tỉnh Aichi, và sau đó vào ngày 23 tháng 3 thành phố Seto cũng trao tặng cho Fujii giải thưởng Công dân Danh dự thành phố Seto. Anh cũng là người đầu tiên nhận được giải thưởng này.
Vào ngày 2 tháng 4 năm 2018, Liên đoàn Shogi Nhật Bản công bố danh sách kỳ thủ được vinh danh tại lễ Đại Thưởng lần thứ 45 (mùa giải 2017), và Fujii đã giành được các giải thưởng: Giải thưởng Đặc biệt, Tân binh của năm, Nhiều ván đấu nhất năm (73 ván), Nhiều ván thắng nhất năm (61 ván), Tỉ lệ thắng cao nhất năm (.836), Chuỗi thắng dài nhất năm (chuỗi 29 ván thắng), và Giải Đặc biệt cho Ván đấu hay nhất năm (Chung kết Cúp Nhật báo Asahi lần thứ 11, gặp Hirose Akihito Bát đẳng). Hội đồng thẩm định Đại Thưởng đã có những bất đồng khi phân định xem Fujii hay Habu sẽ được trao giải thưởng Kỳ thủ xuất sắc nhất năm, và cuối cùng Habu có 9 phiếu trong khi Fujii chỉ có 4 phiếu bầu, như vậy Habu giành được giải thưởng Kỳ thủ xuất sắc nhất năm của kỳ Đại Thưởng thứ 45, còn Fujii giành Giải thưởng Đặc biệt (hiện nay là giải thưởng Kỳ thủ Ưu tú). Như vậy Fujii trở thành người thứ 3 giành được 4 giải thưởng trong cùng 1 năm tại Đại Thưởng, sau Naitō Kunio (mùa giải 1969) và Habu (các mùa giải 1988, 1989, 1992 và 2000).

### Vô địch Tân Nhân Vương Chiến, bảo vệ thành công chức vô địch Cúp Asahi (mùa giải 2018)
Vào ngày 18 tháng 5 năm 2018, tại Bán kết Vòng Xếp hạng Tổ 5 - Long Vương Chiến kỳ 31 (2017-18), Fujii đã đánh bại Kōhei Funae Lục đẳng và giành quyền thăng lên Tổ 4, qua đó được thăng lên Thất đẳng (7-dan) do thoả mãn tiêu chí "Thăng tổ lần thứ 2 liên tiếp tại Long Vương Chiến". Qua đó, Fujii đã phá kỷ lục kỳ thủ trẻ tuổi nhất được thăng lên Thất đẳng (15 tuổi 9 tháng). Theo quy định thăng đẳng hiện tại, Fujii là trường hợp đầu tiên (và cho đến nay là duy nhất) được thăng đẳng 3 lần trong một năm.
Vào ngày 17 tháng 10 năm 2018, Fujii đã đánh bại Deguchi Wakamu Tam đẳng tại Ván 2 - Loạt 3 ván Chung kết Tân Nhân Vương Chiến kỳ 49, qua đó đánh bại Deguchi tại loạt trận Chung kết với tỉ số 2-0 và giành chức vô địch Tân Nhân Vương Chiến kỳ 49. Anh phá kỷ lục Tân Nhân Vương trẻ tuổi nhất lịch sử (16 tuổi 2 tháng) sau 31 năm, thành tựu này cùng với việc đây cũng sẽ là lần cuối cùng Fujii thi đấu tại Tân Nhân Vương Chiến do tốc độ thăng đẳng quá nhanh của anh, và việc trận Chung kết này là trận đối đầu với học viên Trường Đào tạo đã trở thành những chủ đề nóng được bàn tán vào thời điểm đó.
Tại Giải vô địch Shogi mở rộng Cúp Nhật báo Asahi lần thứ 12 (2018-19), Fujii được đặc cách vào thẳng Vòng Chung kết do đang là đương kim vô địch giải đấu này. Fujii bảo vệ thành công chức vô địch sau khi đánh bại Namekata Hisashi Bát đẳng ở Bán kết và Watanabe Akira Kỳ Vương ở trận Chung kết vào ngày 16 tháng 2 năm 2019. Như vậy anh đã phá kỷ lục kỳ thủ trẻ tuổi nhất bảo vệ thành công chức vô địch ở một giải đấu chuyên nghiệp (16 tuổi 6 tháng).
Tại Hạng C tổ 1 - Thuận Vị Chiến kỳ 77 (2018-19), Fujii chịu thất bại trước Kondō Seiya Ngũ đẳng vào ngày 5 tháng 2 năm 2019 ở vòng 9 và bước vào vòng 10 với hiệu số 8 thắng - 1 bại. Tại thời điểm đó, Fujii có cùng hiệu số 8-1 với 3 kỳ thủ khác, tuy nhiên có Thuận vị thấp nhất trong số 4 kỳ thủ này và đang ở thế bất lợi khi xét thăng hạng (nếu Fujii thắng và 2 trong số 3 kỳ thủ còn lại thua vòng 10, anh sẽ được thăng hạng). Ở vòng 10 vào ngày 5 tháng 3 cùng năm, Fujii giành chiến thắng trước Tonari Ryūma Ngũ đẳng và hoàn thành Thuận Vị Chiến với thành tích 9-1, tuy nhiên cả 3 kỳ thủ còn lại đang có cùng hiệu số với Fujii (gồm Kondō Seiya Ngũ đẳng, Sugimoto Masataka Thất đẳng và Funae Kōhei Lục đẳng) đều giành chiến thắng ở vòng 10 và có cùng hiệu số 9-1, như vậy Fujii đã không thể thăng lên Hạng B tổ 2 vào năm đó do chênh lệch Thuận vị. Fujii và sư phụ Sugimoto Thất đẳng đã có thể cùng thăng lên Hạng B tổ 2 vào năm đó, nếu thực hiện được sẽ trở thành lần đầu tiên sau 32 năm lại có hai thầy trò cùng được thăng lên 1 hạng cùng lúc, vì vậy sự kiện này đã gây chú ý với báo giới, tuy nhiên sau cùng trong hai thầy trò chỉ có Sugimoto Thất đẳng được thăng hạng.
Ở mùa giải 2018, Fujii lọt vào top 12 kỳ thủ có tiền thưởng cao nhất (20,31 triệu Yên), qua đó lần đầu tiên giành quyền tham dự Giải vô địch Shogi toàn Nhật Bản Cúp JT lần thứ 40 - hạng mục chuyên nghiệp vào mùa giải 2019. Chỉ có 12 kỳ thủ được tham gia hạng mục chuyên nghiệp ở giải đấu này.

### Kỳ vọng trở thành kỳ thủ trẻ tuổi nhất giành danh hiệu (mùa giải 2019)
Vào thời gian này, các ván đấu tại các giải danh hiệu của Fujii đặc biệt thu hút sự chú ý của báo giới khi Fujii càng ngày càng tiến gần tới giới hạn thời gian để phá kỷ lục kỳ thủ trẻ tuổi nhất giành danh hiệu.
Tại Vòng Xếp hạng Tổ 4 - Long Vương Chiến kỳ 32 (2018-19), vào ngày 24 tháng 4 năm 2019, Fujii giành chiến thắng trước Takami Taichi Thất đẳng ở Bán kết Tổ 4, qua đó giành quyền thăng lên Tổ 3 - lần thăng tổ thứ 3 liên tiếp từ khi Fujii tham gia Long Vương Chiến lần đầu tiên ở kỳ 30. Vào ngày 31 tháng 5 cùng năm, Fujii giành chiến thắng trận Chung kết Tổ 4 trước Sugai Tatsuya Thất đẳng, trở thành người thứ 3 giành chiến thắng tổ trong 3 kỳ Long Vương Chiến liên tiếp, sau Kimura Kazuki và Nagase Takuya. Sau khi Fujii chịu thất bại trước Toyoshima Masayuki ở Tứ kết tại Vòng Chung kết Long Vương Chiến kỳ 32, Fujii trở thành người trẻ tuổi nhất có khả năng khiêu chiến Vương Tướng, Duệ Vương và Kỳ Thánh kỳ tiếp theo. Tuy nhiên sau đó vào ngày 29 tháng 8, Fujii đã chịu thất bại trước Murayama Yasuaki Thất đẳng tại Vòng 2 Thất đẳng chiến - Duệ Vương Chiến kỳ 5 (2019-20), và đánh mất cơ hội khiêu chiến Duệ Vương.
Fujii lần đầu tiên vào Vòng Xác định Khiêu chiến giả Vương Tướng Chiến ở kỳ 69 (2019-20). Ở vòng 6 - vòng cuối cùng, Fujii với hiệu số 4 thắng - 1 bại đối đầu với Hirose Akihito Bát đẳng cũng đang có cùng hiệu số, và ai giành chiến thắng ván này sẽ giành quyền khiêu chiến Vương Tướng. Ban đầu Fujii có lợi thế, tuy nhiên Fujii đã không nhìn ra chuỗi chiếu hết Vua của mình khi bước vào thời gian byōyomi và để thua ván đấu trước Hirose, qua đó không thể giành quyền khiêu chiến danh hiệu lần đầu tiên. Ván đấu với Hirose được kỳ vọng là ván đấu Fujii sẽ phá kỷ lục khiêu chiến giả danh hiệu trẻ tuổi nhất lịch sử, vì vậy ván đấu thu hút rất nhiều chú ý từ giới truyền thông, tới nỗi trước ván đấu đã có tới hơn 50 phóng viên từ các báo đến đưa tin về ván đấu, đống tới mức các nhóm phóng viên phải liên tục thay nhau chụp ảnh đưa tin ván đấu này.
Tại Hạng C tổ 1 - Thuận Vị Chiến kỳ 78 (2019-20), Fujii toàn thắng 8 trận liên tiếp từ đầu mùa, sau đó vào ngày 4 tháng 2 năm 2020, Fujii đánh bại Takano Hideyuki Lục đẳng, qua đó nâng thành tích lên 9 trận toàn thắng, lọt vào top 2 và được thăng lên Hạng B tổ 2 sớm 1 vòng đấu.

### Kỳ thủ trẻ tuổi nhất khiêu chiến danh hiệu, giành danh hiệu và giành Nhị quán (mùa giải 2020)
Fujii đứng trước nguy cơ không thể phá vỡ kỷ lục kỳ thủ trẻ tuổi nhất khiêu chiến danh hiệu khi cơ hội cuối cùng của anh ở Vòng Chung kết Kỳ Thánh Chiến kỳ 91 (2019-20) đã bị hoãn lại do ảnh hưởng của đại dịch COVID-19. Tuy nhiên sau đó tình trạng khẩn cấp ở Nhật Bản đã được nới lỏng và Fujii đã được xếp lại lịch thi đấu để có thể phá vỡ kỷ lục. Vào ngày 4 tháng 6 năm 2020, Fujii đã đánh bại Nagase Takuya Vương Tọa ở Trận Xác định Khiêu chiến giả, chính thức thành công phá kỷ lục kỳ thủ trẻ tuổi nhất khiêu chiến danh hiệu (17 tuổi 10 tháng 20 ngày). Đây cũng là lần đầu tiên Fujii khiêu chiến một danh hiệu chuyên nghiệp. Trong loạt tranh ngôi Kỳ Thánh (5 ván) đối đầu với Watanabe Akira Đương kim Kỳ Thánh bắt đầu vào ngày 8 tháng 6, Fujii giành chiến thắng 2 ván đầu tiên, để thua ván 3 và cuối cùng sau khi giành chiến thắng ván 4 vào ngày 16 tháng 7 và kết thúc loạt trận với tỉ số chung cuộc 3-1, Fujii đã thành công đoạt danh hiệu Kỳ Thánh, qua đó chính thức trở thành kỳ thủ trẻ tuổi nhất giành danh hiệu (17 tuổi 11 tháng). Thành tích này đã thu hút rất nhiều sự chú ý của truyền thông khi có nhiều đài truyền hình đưa tin về sự kiện, cũng như các phụ bản báo được xuất bản để chúc mừng cho kỳ tích của Fujii. Với thành tích to lớn này, Fujii đã lần đầu tiên giành được giải thưởng Kỳ thủ xuất sắc nhất năm tại lễ Đại Thưởng lần thứ 48 (mùa giải 2020).
Sau đó tại Vương Vị Chiến kỳ 61 (2019-20), Fujii lại một lần nữa đánh bại Nagase Vương Tọa tại Trận Xác định Khiêu chiến giả, lần thứ hai khiêu chiến danh hiệu. Đối đầu với đương kim Vương Vị Kimura Kazuki trong loạt tranh ngôi 7 ván, Fujii đã giành chiến thắng 4 ván không gỡ với tỉ số chung cuộc 4-0 để giành danh hiệu Vương Vị. Như vậy Fujii đã trở thành kỳ thủ trẻ tuổi nhất lịch sử (18 tuổi 1 tháng) giành danh hiệu Vương Vị, giành Nhị quán (giữ 2 danh hiệu cùng lúc) và được thăng lên Bát đẳng (8-dan) (thỏa mãn tiêu chí "Giành 2 kỳ danh hiệu").
Tại Long Vương Chiến kỳ 33 (2019-20), Fujii đã đánh bại Chida Shōta Thất đẳng ở trận Bán kết Vòng Xếp hạng Tổ 3 vào ngày 3 tháng 4 năm 2020, qua đó giành quyền thăng lên Tổ 2 vào kỳ 34. Sau đó vào ngày 20 tháng 6, Fujii đánh bại chính sư phụ của mình là Sugimoto Masataka Bát đẳng ở trận Chung kết Tổ 3 và giành chiến thắng Tổ 3. Đây cũng là lần đầu tiên trong lịch sử Long Vương Chiến một kỳ thủ giành chiến thắng tổ của mình trong vòng 4 kỳ liên tiếp. Sau đó ở kỳ 34 tại trận Chung kết Tổ 2, Fujii lại một lần nữa giành chiến thắng, lần này là trước Matsuo Ayumu Bát đẳng để giành ngôi Nhất Tổ 2, thăng lên Tổ 1 và tiến vào Vòng Chung kết. Đây là lần thứ 5 một kỳ thủ được thăng lên Tổ 1 Long Vương Chiến trong thời gian ngắn nhất có thể - 5 kỳ Long Vương Chiến.
Tại Ngân Hà Chiến kỳ 28 (2019-20), tại trận Chung kết được phát sóng vào ngày 12 tháng 12 (thi đấu trước đó vào ngày 15 tháng 10), Fujii đã đánh bại Itodani Tetsurō Bát đẳng để lần đầu tiên lên ngôi vô địch giải đấu này sau 3 kỳ tham gia. Anh cũng phá vỡ kỷ lục kỳ thủ trẻ tuổi nhất vô địch giải đấu này.
Tại Giải vô địch Shogi mở rộng Cúp Nhật báo Asahi lần thứ 14, Fujii giành chiến thắng trước Toyoshima Masayuki Long Vương ở Tứ kết vào ngày 17 tháng 1 năm 2021, đánh dấu lần đầu tiên Fujii giành chiến thắng trước Toyoshima sau 7 lần đối đầu. Sau đó Fujii tiếp tục lần lượt đánh bại Watanabe Akira Danh Nhân ở Bán kết và Miura Hiroyuki Cửu đẳng ở Chung kết vào cùng ngày 11 tháng 2 để lần thứ 3 lên ngôi vô địch Cúp Asahi mở rộng.
Tại Thuận Vị Chiến kỳ 79 (2020-21) - Hạng B tổ 2, một lần nữa Fujii giành 8 trận toàn thắng từ đầu mùa giải, và vào ngày 9 tháng 2 năm 2021, Fujii đánh bại Kubota Yoshiyuki Thất đẳng tại vòng 10 để nâng thành tích lên 9 trận toàn thắng, qua đó lọt vào top 3 Hạng B tổ 2 và giành quyền thăng lên Hạng B tổ 1 sớm 1 vòng đấu. Sau đó vào ngày 10 tháng 3, Fujii tiếp tục đánh bại Nakamura Taichi Thất đẳng ở vòng 11 và hoàn thành Thuận Vị Chiến với kết quả toàn thắng 10-0. Với thành tích này, Fujii trở thành kỳ thủ thứ hai trong lịch sử giành kết quả toàn thắng tại hai kỳ Thuận Vị Chiến liên tiếp, cũng như là kỳ thủ đầu tiên trong lịch sử đạt tỉ lệ thắng trên .800 trong 4 mùa giải và trong 4 mùa giải liên tiếp.

### Giành Long Vương và vươn lên vị trí số 1 - "Thời đại Fujii" đến gần - Đoạt Ngũ quán (mùa giải 2021)
Trong lần đầu tiên phòng thủ danh hiệu ở loạt tranh ngôi 5 ván Kỳ Thánh Chiến kỳ 92 (2020-21), Fujii đã đánh bại khiêu chiến giả Watanabe Akira Danh Nhân 3 ván không gỡ, qua đó thành công bảo vệ danh hiệu Kỳ Thánh và trở thành kỳ thủ trẻ tuổi nhất bảo vệ thành công danh hiệu. Với thành tích này, Fujii cũng đã đủ điều kiện được thăng lên Cửu đẳng (9-dan) (thỏa mãn tiêu chí "Giành 3 kỳ danh hiệu"), qua đó trở thành kỳ thủ trẻ tuổi nhất được thăng lên Cửu đẳng (18 tuổi 11 tháng) sau khi chiến thắng ván 3 vào ngày 3 tháng 7 năm 2021. Sau đó tại loạt tranh ngôi 7 ván Vương Vị Chiến kỳ 62 (2020-21), mặc dù để thua ở ván 1, Fujii cũng đã xuất sắc bảo vệ thành công danh hiệu Vương Vị trước khiêu chiến giả Toyoshima Masayuki Long Vương sau khi giành chiến thắng liên tiếp 4 ván còn lại với tỉ số chung cuộc 4-1. Sau ván 5 vào hai ngày 24-25 tháng 8, Fujii cũng trở thành kỳ thủ trẻ tuổi nhất bảo vệ thành công danh hiệu Vương Vị khi anh 19 tuổi 1 tháng.
Tại Duệ Vương Chiến kỳ 6 (2020-21), Fujii chiến thắng Bát đẳng chiến và lần lượt đánh bại Nagase Takuya Vương Tọa và Saitō Shintarō Bát đẳng tại Vòng Chung kết để khiêu chiến Duệ Vương Toyoshima Masayuki. Loạt tranh ngôi 5 ván Duệ Vương kỳ 6 diễn ra cùng lúc với hai loạt tranh ngôi Kỳ Thánh và Vương Vị - hai danh hiệu Fujii cùng đang bảo vệ, như vậy đây là lần đầu tiên lại có một kỳ thủ xuất hiện tại 3 loạt tranh ngôi đang diễn ra cùng lúc kể từ khi Nakahara Makoto thi đấu cùng lúc tại ba loạt tranh ngôi Thập Đẳng, Kỳ Thánh và Vương Tướng vào hai năm 1977-78. Chung cuộc, Fujii sau khi giành chiến thắng ván 5 trước Toyoshima vào ngày 13 tháng 9 năm 2021 đã thành công đoạt danh hiệu Duệ Vương với tỉ số chung cuộc 3-2. Như vậy Fujii trở thành kỳ thủ trẻ tuổi nhất giành được Tam quán (giữ 3 danh hiệu cùng lúc) khi anh 19 tuổi 1 tháng.
Tại Long Vương Chiến kỳ 34 (2020-21), Fujii đã đánh bại Yashiro Wataru Thất đẳng ở trận Chung kết Vòng Xếp hạng Tổ 2 vào ngày 16 tháng 4 năm 2021 và trở thành kỳ thủ đầu tiên trong lịch sử giành ngôi Nhất tổ ở 5 kỳ Long Vương Chiến liên tiếp. Sau đó ở Vòng Chung kết, Fujii đã lần lượt đánh bại Yamasaki Takayuki Bát đẳng và Yashiro Thất đẳng để tiến vào Loạt 3 ván Xác định Khiêu chiến giả đối đầu với Nagase Takuya Vương Tọa. Fujii đã giành chiến thắng loạt trận với tỉ số 2-0 sau khi thắng ván 1 vào ngày 12 tháng 8 và ván 2 vào ngày 30 tháng 8 để giành quyền khiêu chiến Long Vương Toyoshima Masayuki. Sau đó ở loạt trận tranh ngôi, Fujii lần thứ ba giành chiến thắng trước Toyoshima trong một trận tranh ngôi, và sau khi thắng ván 4 vào các ngày 12-13 tháng 11, Fujii kết thúc loạt trận với tỉ số tuyệt đối 4-0, chính thức giành danh hiệu Long Vương và trở thành kỳ thủ số 1 Nhật Bản, qua đó cũng trở thành kỳ thủ trẻ tuổi nhất giành Tứ quán (giữ 4 danh hiệu cùng lúc). Đây cũng là lần đầu tiên trong lịch sử một kỳ thủ đạt thành tích toàn thắng ở Vòng Xếp hạng giành được danh hiệu Long Vương. Với những kỳ tích này, Fujii trở thành mối quan tâm hàng đầu của truyền thông cả nước, một số người bắt đầu gọi đây là "Thời đại Fujii".
Tại Vương Tướng Chiến kỳ 71 (2021-22), Fujii phải tham gia từ Vòng Sơ loại thứ hai do bị giáng khỏi Vòng Xác định Khiêu chiến giả ở kỳ 70, tuy nhiên Fujii đã vượt qua Sơ loại và quay trở lại Vòng Xác định Khiêu chiến giả kỳ 71. Sau ván thắng trước Kondō Seiya Thất đẳng ở vòng 5, Fujii đứng đầu bảng với thành tích 5 trận toàn thắng và giành quyền khiêu chiến Watanabe Akira Vương Tướng. Đối đầu với Watanabe trong loạt tranh ngôi 7 ván, Fujii một lần nữa xuất sắc giành chiến thắng chung cuộc với tỉ số 4-0 sau khi chiến thắng ván 4 vào hai ngày 11-12 tháng 2 năm 2022, thành công đoạt danh hiệu Vương Tướng và trở thành kỳ thủ trẻ tuổi nhất lịch sử giành Ngũ quán (giữ 5 danh hiệu cùng lúc). Cho tới nay mới chỉ có 4 người đã từng giành được Ngũ quán.
Vào ngày 9 tháng 3 năm 2022, tại Vòng 13 - Thuận Vị Chiến kỳ 80 - Hạng B tổ 1, Fujii đã giành chiến thắng trước Sasaki Yūki Thất đẳng, hoàn thành Thuận Vị Chiến với thành tích 10 thắng 2 bại và giành quyền thăng lên Hạng A. Anh cũng đã tự phá kỷ lục của bản thân khi giữ tỉ lệ thắng trên .800 trong vòng 5 mùa giải và trong vòng 5 mùa giải liên tiếp.

### Đoạt Lục quán, Grand Slam các giải không danh hiệu, đoạt nhiều chức vô địch nhất năm trong các giải đấu chính thức (mùa giải 2022)
Tại loạt 5 ván tranh ngôi Duệ Vương Chiến kỳ 7 (2021-22), Fujii phòng thủ danh hiệu trước khiêu chiến giả là Deguchi Wakamu Lục đẳng. Đây là lần đầu tiên Fujii đối đầu với một kỳ thủ hậu bối trong một trận tranh ngôi. Fujii dễ dàng giành chiến thắng với tỉ số 3-0 sau khi chiến thắng ván 3 vào ngày 24 tháng 5 năm 2022, trở thành người đầu tiên bảo vệ thành công danh hiệu Duệ Vương.
Tại loạt 5 ván tranh ngôi Kỳ Thánh Chiến kỳ 93 (2021-22) đối đầu với khiêu chiến giả Nagase Takuya Vương Toạ, Fujii giành chiến thắng với tỉ số 3-1 sau khi chiến thắng ván 4 vào ngày 17 tháng 7, bảo vệ thành công danh hiệu Kỳ Thánh (3 kỳ liên tiếp). Sau đó tại loạt 7 ván tranh ngôi Vương Vị Chiến kỳ 63 (2021-22) đối đầu với khiêu chiến giả Toyoshima Masayuki Cửu đẳng, Fujii sau khi chiến thắng ván 5 vào các ngày 5-6 tháng 9 đã bảo vệ thành công danh hiệu Vương Vị (3 kỳ liên tiếp) với tỉ số chung cuộc 4-1.
Tại loạt 7 ván tranh ngôi Long Vương Chiến kỳ 35 (2021-22) bắt đầu từ ngày 7 tháng 10, Fujii đối đầu với khiêu chiến giả Hirose Akihito Bát đẳng. Fujii để thua ván 1 và ván 5, nhưng xuất sắc giành chiến thắng ván 6 vào các ngày 2-3 tháng 12 để giành chiến thắng loạt trận với tỉ số chung cuộc 4-2, qua đó trở thành kỳ thủ trẻ tuổi nhất bảo vệ thành công danh hiệu Long Vương.
Tại loạt 7 ván tranh ngôi Vương Tướng Chiến kỳ 72 (2022-23), Fujii đối đầu với khiêu chiến giả là huyền thoại Habu Yoshiharu Cửu đẳng. Cuộc đối đầu giữa hai ngôi sao của giới shogi thu hút rất nhiều sự chú ý của báo giới. Mặc dù để thua ván 2 và ván 4, Fujii đã giành chiến thắng ván 6 vào các ngày 12-13 tháng 3 năm 2023 để giành chiến thắng chung cuộc với tỉ số 4-2 và trở thành kỳ thủ trẻ tuổi nhất bảo vệ thành công danh hiệu Vương Tướng.
Vào ngày 2 tháng 3 năm 2023, tại Vòng 9 - Thuận Vị Chiến kỳ 81 - Hạng A, Fujii đã giành chiến thắng trước Inaba Akira Bát đẳng, hoàn thành Thuận Vị Chiến với thành tích 7 thắng 2 bại cùng với Hirose Akihito Bát đẳng. Theo thể thức của Thuận Vị Chiến, Fujii và Hirose sẽ thi đấu thêm một trận Playoff Xác định Khiêu chiến giả vào ngày 8 tháng 3. Fujii giành chiến thắng ván đấu này và giành quyền khiêu chiến Danh Nhân.
Tại Vòng Xác định Khiêu chiến giả Kỳ Vương Chiến kỳ 48, Fujii sau khi để thua Satō Amahiko Cửu đẳng ở Bán kết nhánh thắng đã lần lượt đánh bại Itō Takumi Ngũ đẳng và Habu Yoshiharu Cửu đẳng để gặp lại Satō ở Chung kết tổng. Fujii đã xuất sắc giành chiến thắng cả 2 ván để giành quyền khiêu chiến Đương kim Kỳ Vương Watanabe Akira. Fujii giành chiến thắng loạt tranh ngôi 5 ván với tổng tỉ số 3-1 sau khi chiến thắng ván 4 vào ngày 19 tháng 3 năm 2023, thành công đoạt danh hiệu Kỳ Vương lần đầu tiên. Như vậy Fujii khi 20 tuổi 8 tháng đã trở thành kỳ thủ trẻ tuổi nhất lịch sử giành Lục quán (giữ 6 danh hiệu cùng lúc), và mới chỉ là người thứ 2 đạt được thành tích này sau Habu Yoshiharu Cửu đẳng, đồng thời trở thành kỳ thủ giành nhiều chức vô địch các giải shogi chuyên nghiệp nhất trong cùng 1 năm với 10 chức vô địch. Đây cũng là trận đấu cuối cùng của Fujii trong mùa giải 2022, và Fujii đã đạt tỉ lệ thắng trên .800 ở mùa giải thứ 6 liên tiếp từ khi bắt đầu sự nghiệp.
Trong mùa giải 2022, Fujii giành chức vô địch 6 trong số 7 giải danh hiệu có anh tham gia trận tranh ngôi (trừ Danh Nhân sẽ khiêu chiến ở mùa giải 2023), chỉ chịu thất bại ở Vòng Chung kết Vương Toạ Chiến kỳ 70. Fujii cũng đã giành được cú Grand Slam các giải shogi chuyên nghiệp không danh hiệu (sẽ trình bày cụ thể dưới đây). Nhà báo Shogi Matsumoto Hirofumi gọi đây là "mùa giải gần như toàn bích".

#### Grand Slam các giải shogi chuyên nghiệp không danh hiệu
Tại buổi họp báo sau Lễ Tựu vị Vương Tướng kỳ 71 vào tháng 4 năm 2022, Fujii phát biểu: "Tôi đã không đạt được kết quả như ý ở các giải cờ nhanh, bởi vậy tôi mong muốn khắc phục điều đó". Trước đó ở mùa giải 2021, Fujii đã không thể giành chức vô địch ở các giải không danh hiệu mặc dù giành được tới 5 danh hiệu.
Tại Giải vô địch Shogi toàn Nhật Bản Cúp JT lần thứ 43 (2022), lần đầu tiên Fujii đã giành chức vô địch giải đấu này sau khi lần lượt đánh bại Habu Yoshiharu Cửu đẳng, Inaba Akira Bát đẳng và Saitō Shintarō Bát đẳng. Anh cũng phá kỷ lục kỳ thủ trẻ tuổi nhất giành chức vô địch Cúp JT, và trở thành người đầu tiên vô địch ở cả hạng mục dành cho thiếu niên và hạng mục dành cho kỳ thủ chuyên nghiệp.
Tại Ngân Hà Chiến kỳ 30 (2022), Fujii đã đánh bại Takami Taichi Thất đẳng ở Vòng loại, sau đó lần lượt đánh bại Nakamura Osamu Cửu đẳng, Nagase Takuya Vương Toạ và Toyoshima Masayuki Cửu đẳng ở Vòng Chung kết để gặp lại Takami Thất đẳng ở trận Chung kết. Fujii đã giành chiến thắng chung cuộc và lần thứ hai giành chức vô địch Ngân Hà Chiến sau 2 năm.
Tại Giải vô địch Shogi mở rộng Cúp Nhật báo Asahi lần thứ 16 (2022-23), Fujii đánh bại Akutsu Chikara Bát đẳng ở Vòng 1 và Masuda Yasuhiro ở Vòng 2 để tiến vào Bán kết. Vào ngày 23 tháng 2 năm 2023, Fujii lần lượt đánh bại Toyoshima Masayuki Cửu đẳng ở Bán kết và Watanabe Akira Danh Nhân ở Chung kết để giành chức vô địch Cúp Asahi mở rộng lần thứ 4.
Tại Giải vô địch Shogi trên truyền hình Cúp NHK lần thứ 72 (2022-23), ở trận Chung kết phát sóng vào ngày 19 tháng 3 năm 2023, Fujii đã giành chiến thắng trước Sasaki Yūki Thất đẳng và lần đầu tiên giành chức vô địch Cúp NHK. Với thành tích này, Fujii trở thành kỳ thủ đầu tiên trong lịch sử đạt Grand Slam - vô địch tất cả các giải đấu chuyên nghiệp không danh hiệu trong cùng 1 năm.

### Đạt Thất quán - Danh Nhân trẻ tuổi nhất lịch sử - Người đầu tiên trong lịch sử độc chiếm Bát quán (mùa giải 2023)
Mùa giải 2023 của Fujii bắt đầu bằng 2 loạt trận tranh ngôi cùng lúc: Loạt 7 ván tranh ngôi Danh Nhân Chiến kỳ 81 (2022-23) mà Fujii đã giành quyền khiêu chiến vào mùa giải 2022, và loạt 5 ván tranh ngôi Duệ Vương Chiến kỳ 8 (2022-23) khi Fujii phòng thủ danh hiệu. Trong cả hai loạt trận, Fujii đã để thua 1 ván, nhưng cuối cùng anh đã đánh bại khiêu chiến giả Sugai Tatsuya Bát đẳng với tỉ số 3-1 sau ván 4 vào ngày 28 tháng 5 năm 2023 để bảo vệ thành công danh hiệu Duệ Vương (3 kỳ liên tiếp). Ván 4 giữa Fujii và Sugai đã hoà cờ do lặp nước tới tận 2 lần và phải đến ván đánh lại thứ 2 (tức là ván đấu thứ 3 của ngày hôm đó) mới có thể phân định được thắng thua. Sau đó tại loạt tranh ngôi Danh Nhân Chiến kỳ 81, Fujii đã đánh bại đương kim Danh Nhân Watanabe Akira ở ván 5 vào các ngày 31 tháng 5 - 1 tháng 6 để giành chiến thắng chung cuộc với tỉ số 4-1, trở thành Danh Nhân trẻ tuổi nhất lịch sử (20 tuổi 10 tháng), lần đầu đoạt danh hiệu Danh Nhân trong sự nghiệp cũng như trở thành kỳ thủ thứ 5 cùng lúc giữ hai danh hiệu Long Vương và Danh Nhân. Anh cũng trở thành kỳ thủ thứ 2 trong lịch sử đoạt Thất quán (giữ 7 danh hiệu cùng lúc) sau khi huyền thoại Habu Yoshiharu đạt được thành tích này vào năm 1995.
Tại loạt 5 ván tranh ngôi Kỳ Thánh Chiến kỳ 94 (2022-23), anh đối đầu với khiêu chiến giả Sasaki Daichi Thất đẳng và giành chiến thắng chung cuộc 3-1 sau ván 4 vào ngày 18 tháng 7, qua đó bảo vệ thành công danh hiệu Kỳ Thánh (4 kỳ liên tiếp). Với thành tích này, anh đã giành chiến thắng 16 loạt tranh ngôi liên tiếp mà anh từng tham gia, cũng như đứng trước cơ hội đạt được danh dự Vĩnh thế Kỳ Thánh - danh dự Vĩnh thế đầu tiên trong sự nghiệp của Fujii.
Tại loạt 7 ván tranh ngôi Vương Vị Chiến kỳ 64 (2022-23), một lần nữa anh đối đầu với Sasaki Daichi Thất đẳng và giành chiến thắng chung cuộc với tỉ số 4-1 sau ván 5 vào ngày 23 tháng 8, qua đó bảo vệ thành công danh hiệu Vương Vị (4 kỳ liên tiếp). Đây là chiến thắng thứ 17 liên tiếp trong các trận tranh ngôi mà Fujii đã từng tham gia, đồng thời anh cũng đứng trước cơ hội giành được danh dự Vĩnh thế Vương Vị.
Trong các giải đấu danh hiệu, chỉ có Vương Toạ Chiến là Fujii chưa từng vào được trận Xác định Khiêu chiến giả chứ chưa nói đến việc khiêu chiến danh hiệu, tuy nhiên tại Vương Toạ Chiến kỳ 71 (2022-23), Fujii đã tiến tới trận Xác định Khiêu chiến giả để đối đầu với Toyoshima Cửu đẳng, và sau cùng đánh bại Toyoshima để giành quyền khiêu chiến Nagase Takuya Vương Toạ - cũng là cơ hội để lần đầu tiên trong lịch sử độc chiếm Bát quán. Fujii đã để thua ván 1, nhưng giành chiến thắng các ván 2 và 3, và vào ngày 11 tháng 10, giành chiến thắng ván 4 để đoạt danh hiệu Vương Toạ và trở thành người đầu tiên trong lịch sử độc chiếm Bát quán (giữ cùng lúc toàn bộ 8 danh hiệu). Với kỳ tích này, Fujii đã được trao tặng Bằng khen của Thủ tướng Nhật Bản.
Tại loạt 7 ván tranh ngôi Long Vương Chiến kỳ 36 (2022-23), Fujii sẽ phòng thủ danh hiệu trước khiêu chiến giả là Itō Takumi Thất đẳng. Đây là lần đầu tiên Fujii đối đầu với một kỳ thủ trẻ tuổi hơn mình trong một trận tranh ngôi. Tại thời điểm loạt tranh ngôi Long Vương Chiến kỳ 36 bắt đầu, tổng số tuổi của hai kỳ thủ Fujii và Itō sẽ là 41 - tổng số tuổi nhỏ nhất của một trận tranh ngôi trong lịch sử. Hơn nữa, do hai kỳ thủ cùng sinh năm 2002, đây sẽ là loạt trận tranh ngôi đầu tiên trong lịch sử có cả hai kỳ thủ cùng sinh vào thế kỳ 21. Fujii đã đánh bại Itō với tỉ số tuyệt đối 4-0 sau chiến thắng ở ván 4 vào ngày 11 tháng 11 năm 2023, qua đó bảo vệ thành công danh hiệu Long Vương (3 kỳ liên tiếp).
Tại loạt 7 ván tranh ngôi Vương Tướng Chiến kỳ 73 (2023-24), Fujii đối đầu lần thứ hai với Sugai ở một loạt tranh ngôi, và lần này anh đã không phải chịu thất bại bất cứ ván nào khi đánh bại Sugai với tỉ số 4-0 sau khi ván 4 kết thúc vào ngày 8 tháng 2 năm 2024 để bảo vệ thành công danh hiệu Vương Tướng (3 kỳ liên tiếp).
Tại loạt 5 ván tranh ngôi Kỳ Vương Chiến kỳ 49 (2023-24), Fujii sẽ lần thứ hai đối đầu với Itō tại một loạt tranh ngôi, sau Long Vương Chiến kỳ 36. Itō đã thủ hòa bế tắc thành công trước Fujii ở ván 1, đây là lần đầu tiên kể từ Ván 3 trong loạt 5 ván Duệ Vương Chiến kỳ 5 (19/07/2020) lại có một ván hòa bế tắc trong một loạt trận tranh danh hiệu. Tuy nhiên Fujii đã giành chiến thắng ở 3 ván tiếp theo và bảo vệ thành công danh hiệu Kỳ Vương (2 kỳ liên tiếp). Dù phải nhận thất bại nhưng joseki hòa bế tắc ở ván 1 cũng đã giúp Itō giành giải thưởng Masuda tại kỳ Đại Thưởng lần thứ 51 (2024). Cùng ngày với Ván 4 của loạt Kỳ Vương Chiến kỳ 49, ván đấu của Fujii đối đầu với Sasaki Yūki Bát đẳng tại Cúp NHK cũng đã được phát sóng. Ở ván này anh cũng đã giành chiến thắng, và với thành tích 46 thắng - 8 thua, anh đạt thành tích tỉ lệ thắng trong 1 mùa giải cao thứ 2 lịch sử (.852), chỉ sau Nakahara Makoto (.870).

### Lần đầu tiên mất danh hiệu – Vĩnh thế Nhị quán (mùa giải 2024)
Fujii trở thành kỳ thủ trẻ tuổi nhất bảo vệ thành công danh hiệu Danh Nhân (2 kỳ liên tiếp) sau khi giành chiến thắng 4-1 trước khiêu chiến giả Toyoshima Masayuki Cửu đẳng trong loạt 7 ván tranh ngôi Danh Nhân Chiến kỳ 82 kết thúc vào ngày 27/5/2024.
Tại loạt 5 ván tranh ngôi Duệ Vương Chiến kỳ 9 (2023-24), Fujii đã để thua trước khiêu chiến giả Itō Takumi Thất đẳng với tỉ số 2-3 sau khi để thua ván 5 vào ngày 20/6/2024 sau 156 nước đi. Đây là lần đầu tiên Fujii mất danh hiệu, cũng như chấm dứt thời gian độc chiếm Bát quán sau 254 ngày kể từ ngày anh đoạt danh hiệu Vương Tọa để độc chiếm Bát quán (11/10/2023).
Tuy nhiên ngay sau đó tại loạt 5 ván tranh danh hiệu Kỳ Thánh Chiến kỳ 95 (2023-24), Fujii đã xuất sắc đánh bại Yamasaki Takayuki Bát đẳng với tỉ số 3-0 tuyệt đối để bảo vệ thành công danh hiệu Kỳ Thánh (5 kỳ liên tiếp), qua đó chính thức trở thành kỳ thủ trẻ tuổi nhất lịch sử đạt danh hiệu Vĩnh thế – Vĩnh thế Kỳ Thánh (21 tuổi 11 tháng).
Tại loạt 7 ván tranh danh hiệu Vương Vị Chiến kỳ 65 (2023-24), Fujii một lần nữa đánh bại kình địch Watanabe Akira Cửu đẳng với tỉ số 4-1, qua đó bảo vệ thành công danh hiệu Vương Vị (5 kỳ liên tiếp), đồng thời đủ điều kiện đạt Vĩnh thế Vương Vị. Như vậy, khi mới chỉ 22 tuổi, Fujii đã thành công đạt điều kiện cho 2 danh hiệu Vĩnh thế, đồng thời phá kỷ lục người trẻ tuổi nhất đạt cả hai danh hiệu này, trước đó do Habu Yoshiharu nắm giữ.
Vào ngày 10 tháng 2 năm 2025, Fujii giành chức vô địch Cúp NHK lần thứ 74, trở thành kỳ thủ trẻ nhất trong lịch sử đạt 400 ván thắng chính thức (22 tuổi 6 tháng) với thành tích tổng cộng là 400 thắng - 81 thua, tỉ lệ thắng 0.832. Anh cũng là người có thời gian ngắn thứ 2 từ khi lên chuyên đến khi đạt thành tích này (8 năm 4 tháng).
Tuy nhiên, tại Duệ Vương Chiến kỳ 10 (2024-25), Fujii đã để thua trước Itodani Tetsurō Bát đẳng tại vòng Bán kết, và qua đó đánh mất cơ hội khiêu chiến Itō Takumi Duệ Vương để đòi lại Bát quán. Qua đó, kỷ lục chuỗi 19 lần liên tiếp tham dự loạt tranh danh hiệu bắt đầu từ Long Vương Chiến kỳ 35 của anh cũng bị chấm dứt.

## Thành tích tại các giải đấu không chính thức

### Loạt 7 ván quyết chiến của Fujii Sōta Tứ đẳng - Câu chuyện của Thế hệ mới
Fujii đã tham gia loạt trận đấu không chính thức "Loạt 7 ván quyết chiến của Fujii Sōta Tứ đẳng - Câu chuyện của Thế hệ mới" (藤井聡太四段 炎の七番勝負 - New Generation Story -) được phát sóng trên Kênh Shogi của Abema TV vào tháng 3 - tháng 4 năm 2017, đối đầu với những cái tên nổi danh trong làng shogi Nhật Bản tại thời điểm đó, gồm có: Masuda Yasuhiro Tứ đẳng (Tân Nhân Vương kỳ 47 - 2016), Nagase Takuya Lục đẳng (Khiêu chiến giả Kỳ Thánh Chiến kỳ 87 - 2016), Saitō Shintarō Thất đẳng (Tỉ lệ thắng cao nhất mùa giải 2016), Nakamura Taichi Lục đẳng (Khiêu chiến giả Kỳ Thánh Chiến kỳ 83 - 2012, Khiêu chiến giả Vương Tọa Chiến kỳ 61 - 2013), Fukaura Kōichi Cửu đẳng (Hạng A Thuận Vị Chiến), Satō Yasumitsu Cửu đẳng (Hạng A Thuận Vị Chiến, Chủ tịch Liên đoàn) và Habu Yoshiharu Tam quán (Hạng A Thuận Vị Chiến). Phóng viên Tsue Shōji của Thông tấn xã Kyōdō khi biết về chương trình này đã rất bất ngờ bởi các đối thủ của Fujii tại thời điểm đó đều là các kỳ thủ rất mạnh - từ những kỳ thủ trẻ xuất sắc đến các kỳ thủ hàng đầu, và cho rằng chương trình này quá mạo hiểm khi để một kỳ thủ chuyên nghiệp mới như Fujii làm nhân vật chính. Ông dự đoán rằng Fujii cùng lắm chỉ có thể thắng được 2 ván, và nếu thua cả 7 ván thì cũng không lấy gì làm bất ngờ. Tuy nhiên, Fujii đã giành chiến thắng 6 trên 7 ván đấu trong loạt trận này, chỉ để thua 1 ván đối đầu với Nagase. Đặc biệt, ván Fujii giành chiến thắng trước Habu phát sóng ngày 23 tháng 4 (ghi hình ngày 18 tháng 2), mặc dù là ván đấu không chính thức nhưng đã thu hút rất nhiều báo chí đưa tin bên cạnh đơn vị truyền thông chính thức của loạt trận này là Abema TV. Habu đã so sánh Fujii với chính bản thân ông khi ông trở thành kỳ thủ chuyên nghiệp lúc còn là học sinh trung học, nhận xét rằng: "Tôi nghĩ rằng hiện tại Fujii đã khá trưởng thành, nói đúng hơn là có lối chơi rất chắc chắn, khác với tôi lúc mới lên chuyên nghiệp".

### ABEMA Tournament
Tại ABEMA Tournament lần thứ nhất (2018), Fujii giành chiến thắng trong loạt 3 ván Chung kết (phát sóng trên Kênh Shogi của Abema TV  vào ngày 9 tháng 9) với tỉ số 2-1 trước Sasaki Yūki Lục đẳng và giành chức vô địch. Vào năm sau đó (2019) tại ABEMA Tournament lần thứ 2, Fujii tiếp tục giành chức vô địch sau khi giành chiến thắng loạt 3 ván Chung kết trước Itodani Tetsurō Bát đẳng (phát sóng ngày 21 tháng 7).
ABEMA Tournament lần thứ 3 (2020) thay đổi thể thức thành giải đồng đội với mỗi đội 3 thành viên. Ở giải này, Fujii là thành viên của Đội Nagase cùng Nagase Takuya Vương Toạ và Masuda Yasuhiro Lục đẳng. Fujii cùng các đồng đội đã lọt vào trận chung kết và đánh bại Đội Watanabe (gồm Watanabe Akira Danh Nhân, Kondō Seiya Thất đẳng và Ishii Kentarō Lục đẳng) sau khi thắng 5 ván liên tiếp để giành chức vô địch vào ngày 22 tháng 8 năm 2020. Như vậy cá nhân Fujii đã giành chức vô địch giải đấu này 3 năm liên tiếp.
Tại ABEMA Tournament lần thứ 4 (2021), Fujii trở thành đội trưởng và dẫn dắt những người đồng đội là Itō Takumi Tứ đẳng và Takami Taichi Thất đẳng. Trong trận chung kết diễn ra vào ngày 18 tháng 9 năm 2021 đối đầu với Đội Kimura (gồm Kimura Kazuki Cửu đẳng, Sasaki Yūki Thất đẳng và Ikenaga Takashi Ngũ đẳng), Đội Fujii đã giành chiến thắng với tỉ số 5-3 và giành chức vô địch. Cá nhân Fujii cũng có 3 ván thắng liên tiếp trong loạt trận này. Như vậy cá nhân Fujii cũng đã giành chức vô địch giải đấu này 4 năm liên tiếp.
Tại ABEMA Tournament lần thứ 5 (2022), bên cạnh Fujii, Đội Fujii có sự góp mặt của Moriuchi Toshiyuki Cửu đẳng và Fujii Takeshi Cửu đẳng. Đội Fujii chịu thất bại trước Đội Watanabe (gồm Watanabe Akira Danh Nhân, Kondō Seiya Thất đẳng và Watanabe Kazushi Lục đẳng) và Đội Tân binh (gồm Orita Shōgo Tứ đẳng, Tomita Seiya Tứ đẳng và Kuroda Takayuki Ngũ đẳng), qua đó lần đầu tiên không vượt qua vòng bảng cũng như cá nhân Fujii không thể giành chức vô địch lần thứ 5 liên tiếp.
Tại ABEMA Tournament lần thứ 6 (2023), Fujii một lần nữa dẫn dắt Đội Fujii gồm Sawada Shingo Thất đẳng và Saitō Yūya Tứ đẳng. Đội Fujii vượt qua Vòng bảng với thành tích toàn thắng 2-0 và tiến vào Vòng Chung kết, tuy nhiên đã phải chịu thất bại trước Đội Inaba (gồm Inaba Akira Bát đẳng, Deguchi Wakamu Lục đẳng và Hattori Shin'ichirō Lục đẳng) tại Bán kết với tỉ số 4-5 sát nút sau cuộc lội ngược dòng ngoạn mục của Đội Inaba. Như vậy một lần nữa Fujii lỡ hẹn với chức vô địch ABEMA Tournament.

### Tân Ngân Hà Chiến
Tại Tân Ngân Hà Chiến kỳ 1 (2022), trong loạt 3 ván Chung kết đối đầu với Kubo Toshiaki Cửu đẳng phát sóng vào ngày 27 tháng 12 năm 2022, Fujii đã giành chiến thắng 2-0 để giành chức vô địch.

## Cờ chiếu hết (tsumeshogi)

### Giải cờ chiếu hết
Fujii cũng đã gây dấu ấn ở các cuộc thi giải cờ chiếu hết từ lúc nhỏ. Lần đầu tiên Fujii tham gia cuộc thi giải cờ chiếu hết là tại Cuộc thi giải Cờ chiếu hết lần thứ 8 (bảng Osaka) vào năm 2011. Tham gia cuộc thi này có cả các kỳ thủ chuyên nghiệp và các học viên Trường Đào tạo, và các đề chiếu hết này khó đến mức các kỳ thủ chuyên nghiệp trẻ cũng không dễ gì giải được. Ở cuộc thi này, Fujii đã đạt hạng 13 trong số 23 thí sinh tham gia. Ở lần thứ 5 tham gia của Fujii tại Cuộc thi giải Cờ chiếu hết lần thứ 12 (lúc Fujii mới 12 tuổi, học lớp 6), Fujii trở thành thí sinh nhỏ tuổi nhất giành chức vô địch khi giải đúng tất cả các đề chiếu hết.
Đây là chức vô địch gây bất ngờ và chấn động báo giới, bởi lúc đó Fujii vẫn đang là học sinh tiểu học và cuộc thi này có cả các kỳ thủ chuyên nghiệp hàng đầu tham gia, mà Fujii lại có thể vô địch bằng cách trả lời đúng tất cả các đề bài. Một số người cho rằng đây là "dấu ấn đầu tiên của Fujii lên thế giới shogi". Morishita Taku Cửu đẳng đã rất kinh ngạc trước kết quả này: "Vô địch cuộc thi giải cờ chiếu hết khi còn đang học lớp 6... quả là phi thực tế." Phóng viên Thông tấn xã Kyōdō Tsue Shōji khi theo dõi cuộc thi cũng phát biểu rằng: "Khi tôi biết được tin này, tim tôi dường như ngừng đập."
Kể từ đó, Fujii đã giành chức vô địch cuộc thi này trong 5 năm liên tiếp cho đến cuộc thi lần thứ 16 (2019). Đây là lần đầu tiên trong lịch sử một người vô địch Cuộc thi giải Cờ chiếu hết 5 lần liên tiếp. Xét về tổng số lần vô địch, Fujii chỉ thua Miyata Atsushi Thất đẳng. Vào ngày 16 tháng 7 năm 2017, Liên đoàn Shogi Chiếu hết Toàn Nhật Bản đã trao tặng cho cả Fujii và Miyata Giải thưởng Yoshio Kadowaki để vinh danh thành tích vô địch cuộc thi này 3 năm liên tiếp, qua đó cùng nhau giữ kỷ lục (tại thời điểm đó) trong lịch sử cuộc thi.

### Sáng tác cờ chiếu hết
Fujii cũng được đánh giá cao với tư cách là tác giả sáng tác các bài chiếu hết. Vào năm 2012, Fujii đã nhận được Giải thưởng Tanigawa cho bài chiếu hết thứ 2 của anh được đăng tải trên mục Tsumeshogi Salon của tờ Thế giới Shogi. Ōsaki Yoshio (nhà báo, nguyên Tổng biên tập tờ Thế giới Shogi) nói rằng "Tôi rất kinh ngạc khi cậu ấy giành được giải thưởng này khi mới 9 tuổi. Quả thực là kỳ tích."
Vào năm 2013, bài chiếu hết thứ nhất của Fujii được tuyển chọn trong tập sách Tsumeshogi Paradise (xuất bản tháng 8 năm 2013 - cao đẳng) được đề cử cho Giải thưởng Kanju. Tác giả cờ chiếu hết nổi tiếng Urano Masahiko nhận xét về Fujii (lúc đó còn đang học lớp 6) rằng: "Tôi luôn muốn giải được nhiều bài chiếu hết của các tác giả tôi cảm thấy uy tín, và Fujii Sōta là một trong số đó. Cậu ta thuộc vào những tác giả hàng đầu."
Khi Fujii còn là học viên Trường Đào tạo, Tanigawa Kōji Cửu đẳng thông qua sư phụ của cậu là Sugimoto Masataka Thất đẳng đã khuyên Fujii nên giảm bớt việc sáng tác cờ chiếu hết. Nghe lời thầy, Fujii ngừng sáng tác từ khoảng năm 2014 và tập trung thi đấu ở Trường Đào tạo. Itō Hatasu Bát đẳng, một tác giả cờ chiếu hết nổi tiếng cũng đánh giá rất cao Fujii với tư cách tác giả, nhưng ông cũng nói rằng chính ông là người khuyên sư phụ Sugimoto rằng "Fujii không nên sáng tác cờ chiếu hết đến khi cậu giành được một danh hiệu lớn." Vào năm 2017, Fujii trả lời phỏng vấn của phóng viên Hosaka Katsugo rằng "Hiện tại tôi đang bận rộn thi đấu nên không thể tiếp tục sáng tác cờ chiếu hết."

## Phong cách thi đấu
Fujii là người chơi Cư Phi Xa. Anh là tuýp kỳ thủ dành nhiều thời gian suy nghĩ, với tỉ lệ thắng đặc biệt cao tại các ván đấu có thời gian suy nghĩ dài như ở Thuận Vị Chiến và các ván thi đấu trong 2 ngày ở các trận tranh ngôi. Tuy vậy kể cả khi có ít thời gian, Fujii vẫn rất mạnh với độ chính xác đáng kinh ngạc ở tàn cuộc - điều này có thể do kinh nghiệm được tích luỹ từ thói quen giải cờ chiếu hết từ nhỏ. Fujii nghiên cứu rất sâu khai cuộc, có năng lực phân tích thế cờ tốt ở trung cuộc và độ sắc bén ở tàn cuộc, cũng như kỹ năng tấn công trong 1 nước đi và phòng thủ rất kín kẽ. Fujii là kỳ thủ mạnh toàn diện, không có chiến pháp nào quá sở trường, và được cho là không có điểm yếu. Trong một cuộc phỏng vấn vào năm 2021, Fujii nói rằng "Trong lúc suy nghĩ (trong ván cờ), cơ bản không cần gì ngoài đọc cờ và đánh giá thế trận", ngụ ý rằng anh không bị những yếu tố như "kinh nghiệm" hay "trực giác" ảnh hưởng lên ván đấu - điều mà khá nhiều người coi trọng.

### Chiến pháp
Chiến pháp thuận tay của Fujii khi đi Tiên vào khoảng năm 2016 giữa mùa Giải Tam đẳng ở Trường Đào tạo là khai cuộc Yagura. Từ giữa mùa giải này, Fujii cũng bắt đầu chơi khai cuộc Đổi Tượng, được cho là phù hợp với anh bởi khả năng sử dụng Tượng và Mã rất tốt của Fujii. Anh hay sử dụng Yagura ở mùa giải 2020, sau 2021 là Đối công cánh Xe (Aigakari) và từ giữa mùa giải 2022 anh lại quay về Đổi Tượng, như vậy mỗi giai đoạn anh lại có một chiến pháp "tủ" khác nhau. Bởi Fujii đã đạt tới tỉ lệ thắng trên 90% khi sử dụng Aigakari khi cầm Tiên, nhiều kỳ thủ hoài nghi việc anh thay đổi chiến pháp qua các năm, nhưng cũng có người giải thích rằng "Lựa chọn chiến pháp phù hợp với bản thân tuỳ từng thời điểm mới đúng là "Phong cách Fujii"."
Trong các ván cầm Hậu từ khi lên chuyên, Fujii thường đáp trả nước đầu tiên bằng nước T-84, và khi đối đầu với Yagura anh thường thu hẹp các chiến pháp mình sử dụng, thường là Tấn công nhanh. Anh không sử dụng những khai cuộc như Bắt Tốt ngang (Yokofudori) hay Gangi, mặc kệ chiến pháp đối phương sử dụng, và bám sát với những khai cuộc thuận tay của mình. Tuy nhiên, ở Ván 3 trong Loạt 7 ván tranh ngôi Danh Nhân Chiến kỳ 81, để đối phó với những nước đi của đối phương, anh đã chọn từ chối đổi Tượng và xây thành Gangi.
Các kỳ thủ chuyên nghiệp thường sử dụng nhiều chiến pháp để cố gắng vượt mặt các nghiên cứu của đối phương, và hiếm có ai cố định chiến pháp mình sử dụng qua các ván đấu khác nhau như Fujii. Về việc xây thành, Fujii nói: "Tôi không thực sự thích thành nào cả", "Tôi nhìn vào hình trận của đối phương để quyết định cách xây thành."

### Nghiên cứu với phần mềm shogi
Fujii bắt đầu sử dụng phần mềm shogi để nghiên cứu từ khoảng tháng 5 năm 2016 lúc anh còn đang Tam đẳng, theo đề xuất của Chida Shota. Chida cũng là người chỉ cho anh cách cài đặt phần mềm shogi lên máy tính. Người ta cho rằng việc Fujii thay đổi chiến pháp từ Yagura sang Đổi Tượng trong thời kỳ Tam đẳng là do ảnh hưởng của việc nghiên cứu bằng phần mềm. Hơn nữa, Fujii là người không thích chơi những ván cờ biến động và mạo hiểm nên không chủ động chọn khai cuộc Aigakari khi cầm Tiên từ khi anh lên chuyên, tuy nhiên do ảnh hưởng của phần mềm học sâu dlshogi - phần mềm được cho là mang lại những góc nhìn mới mà Fujii bắt đầu sử dụng trong nghiên cứu từ mùa thu năm 2020, Fujii đã sử dụng chiến pháp Aigakari nhiều hơn trong khoảng từ tháng 2 năm 2021 đến tháng 5 năm 2022.
Vào năm 2020, anh tiết lộ rằng anh đang sử dụng phần mềm shogi Suisho - một phần mềm chạy bằng CPU được xây dựng trên cơ sở NNUE. Sau đó vào khoảng cuối Vòng Xác định Khiêu chiến giả của Vương Tướng Chiến kỳ 69 (2020), Fujii là một trong các kỳ thủ đầu tiên giới thiệu phần mềm dlshogi - phần mềm học sâu chạy bằng GPU. Fujii nhận định rằng dlshogi phân tích khai cuộc tốt hơn các phần mềm shogi thông thường chạy bằng CPU, nhưng cũng đánh giá cao Suisho hơn về độ chính xác khi phân tích cờ tàn. Một số người cũng chỉ ra rằng họ nhìn thấy những nước đi mang tính đặc trưng của phần mềm shogi học sâu khi sử dụng dlshogi để nghiên cứu.
Trong một buổi phỏng vấn vào năm 2021, Fujii cũng nói rằng anh không chỉ nghiên cứu shogi bằng những phương pháp thông thường như nghiên cứu kỳ phổ và cờ chiếu hết (tsumeshogi), mà còn đánh tập với máy từ các thế cờ cân bằng được dùng để phát triển phần mềm shogi để giúp anh tăng khả năng nhận định thế trận ở trung cuộc. Nhà phát triển phần mềm Suisho là Sugimura Tatsuya đã phát biểu rằng: "Đây là cách sử dụng phần mềm rất độc đáo mà tôi chưa từng thấy bao giờ."

### "Đường cong Fujii"
Trong các ván đấu được phát sóng trực tuyến, tỉ lệ thắng do phần mềm tính ra theo thế trận thực tế trên bàn cờ thường được thể hiện theo mỗi nước đi trên một đồ thị, tuy nhiên trong đồ thị các ván thắng của Fujii, tỉ lệ thắng thường tăng lên rất đều mà không có sự sụt giảm hay lật ngược thế trận và thường tạo ra một đường cong mềm mại. Những đồ thị như vậy thể hiện phong cách thi đấu của Fujii - tích luỹ những lợi thế dù là nhỏ nhất và không để mắc những sai lầm nghiêm trọng, và được gọi là "đường cong Fujii" cũng như được báo chí và truyền thông nhắc đến rất nhiều từ năm 2021. Bởi Fujii rất cẩn thận chắc chắn, tích luỹ từng lợi thế nhỏ nhất và không để mắc sai lầm, thường các đối thủ của anh sẽ trả lời phỏng vấn sau khi thua cuộc rằng: "Tự nhiên tôi thấy thế cờ bất lợi dần đi", hoặc "Tôi không biết tôi đã đánh mất thế trận vào lúc nào".

### Cách suy nghĩ độc đáo
Thông thường một kỳ thủ chuyên nghiệp khi suy nghĩ trong ván cờ sẽ tưởng tượng ra một bàn cờ shogi trong đầu và thử đi quân trên bàn cờ tưởng tượng ấy. Tuy nhiên Fujii nói rằng anh không dùng bàn cờ tưởng tượng trong đầu và những nước đi tự đến với anh, điều này đã làm cả những kỳ thủ chuyên nghiệp không khỏi ngạc nhiên. Anh cũng nói rằng anh có thể giải được các bài chiếu hết ngắn ngay khi anh nhìn thấy đề bài, giải thích rằng "Trước khi tôi chủ động suy nghĩ thì chắc là trong tiềm thức tôi cũng đã đọc cờ và có lẽ nó đã tạo ra cảm hứng suy nghĩ."

### Công nhận từ các kỳ thủ khác
Vào ngày 4 tháng 1 năm 2017, trước khi chuỗi thắng 29 ván của Fujii trở thành chủ đề nóng, Habu Yoshiharu đã nói với Tanigawa Kōji trong một chương trình talkshow rằng "Vốn Fujii làm nên tên tuổi từ cuộc thi giải cờ chiếu hết, nhưng cậu ấy cũng đang tiến bộ từng ngày. Cách cậu ta kết thúc ván cờ nhanh nhất có thể khá giống với "Cờ tàn tốc độ ánh sáng" của Tanigawa tiên sinh". Sau này, khi chuỗi 29 trận thắng của Fujii đang gây nhiều sự chú ý, vào ngày 15 tháng 6 năm 2017 Habu cũng đã nhận xét rằng lối chơi của Fujii làm ông liên tưởng đến "Cờ tàn tốc độ ánh sáng".
Trong một cuộc phỏng vấn vào năm 2018, Masuda Yasuhiro đã nhận xét về năng lực khai cuộc của Fujii rằng: "Không phải là cậu ta nghiên cứu khai cuộc mà là cậu ta nghĩ ra những nước đi tốt ngay trong ván đấu, nên rất khó để bắt chước lối chơi của cậu ta."
Ngay sau khi thua trận đầu tiên đối đầu với Fujii vào ngày 16 tháng 2 năm 2019, Watanabe Akira đã đăng tải lên blog nói rằng: "Cậu ta đọc cờ rất sâu, hiểu sâu về khai cuộc, và (hiện tại) tôi không thể tìm được điểm yếu nào của cậu ta." Trong một cuộc phỏng vấn, Watanabe nhận xét rằng: "Fujii đánh cờ tàn với phong cách tương tự như Tanigawa, và trong tình hình hiện nay càng ngày có càng nhiều kỳ thủ định hình phong cách khai cuộc thì một kỳ thủ có phong cách tàn cuộc đặc trưng như Fujii có thể sẽ trở nên giá trị." Sau này, Watanabe lại đối đầu với Fujii trong loạt 5 ván tranh ngôi Kỳ Thánh Chiến kỳ 91, anh nhận xét Fujii ở ván 1 là "cậu ta thắng như cách Tanigawa tiên sinh thắng vậy", và ở ván 2 là "thắng ván cờ từ trung cuộc [...] bằng một nước đi đơn giản nhưng giành lợi thế quyết định [...] hệt như Habu vậy", và "cậu ta có thể giành chiến thắng dẫu thế trận có phát triển ra sao".
Tanigawa Kōji nhận xét rằng: "Khi Fujii mới lên chuyên, cậu ta thường thắng các ván đấu nhờ lật ngược thế cờ từ một tình thế khó khăn bằng khả năng đánh cờ tàn được tôi rèn từ việc giải cờ chiếu hết. Tuy nhiên trong những ván đấu gần đây (tại thời điểm đó là tháng 10 năm 2021), cách mà cậu ta giành chiến thắng đã thay đổi - giờ đây là do những nước đi chính xác ở khai cuộc, cũng như do cảm quan ("cảm hứng") của cậu để bắt được những điểm mấu chốt của thế cờ đã trở nên chính xác hơn rất nhiều". Ông cũng nhận xét rằng sức mạnh lớn nhất của Fujii Sōta là khả năng tập trung và suy nghĩ trong thời gian dài. Fujii nổi bật hơn hẳn so với các kỳ thủ chuyên nghiệp cũng có khả năng tương tự, và có thể suy nghĩ cả ngày mà không mất tập trung trong ván đấu.
Trong một cuộc phỏng vấn vào tháng 1 năm 2022, Nagase Takuya đã được hỏi rằng anh nghĩ điểm mạnh của Fujii là gì, và anh nhận xét rằng: "Fujii mạnh ở tàn cuộc, và Fujii cũng có tinh thần thi đấu rất máu lửa." Về câu hỏi rằng khả năng của Fujii là do tài năng thiên phú hay do nỗ lực chăm chỉ mà thành, Nagase cho rằng: "Tôi đã chứng kiến quá trình Fujii trưởng thành, nên tôi nghĩ là do chăm chỉ, nhưng tất nhiên Fujii cũng sở hữu tài năng tuyệt vời. Nếu của tôi là "9 phần nỗ lực, 1 phần tài năng" thì của Fujii chắc phải là "10 phần nỗ lực, 10 phần tài năng" đấy."

### Ảnh hưởng từ các kỳ thủ khác
Fujii nói rằng "Tôi không đặc biệt ngưỡng mộ bậc tiền bối (kỳ thủ shogi chuyên nghiệp) nào cả, tôi chỉ học hỏi những điều tốt nhất từ họ thôi". Anh cũng nói rằng "Cờ tàn tốc độ ánh sáng" của Tanigawa Kōji là "điều mà tôi ngưỡng mộ từ khi còn nhỏ". Khi anh còn đang ở trong Trường Đào tạo, anh học từ cuốn "Ōyama Yasuharu toàn tập - Tập 1: Cho đến khi giành Ngũ quán". Sau này anh nhận xét rằng: "Ōyama tiên sinh có khả năng phi thường khi sắp xếp thế trận cân bằng để đối phó với các đòn tấn công của đối phương thay vì phòng thủ một cách tiêu cực. Ngay cả khi bây giờ tôi xem các ván cờ từ rất lâu của tiên sinh, tôi vẫn cảm nhận được sự tính toán trước của ông". Sau khi lên chuyên, anh được phỏng vấn về huyền thoại Habu Yoshiharu và trả lời rằng "từng ngưỡng mộ ông với tư cách một người xa lạ", nhưng "tôi phải thoát khỏi sự ngưỡng mộ đó để thi đấu."
Nagase Takuya là kỳ thủ duy nhất Fujii luyện tập (nghiên cứu 1 vs 1) cùng sau khi lên chuyên. Khoảng 1-2 lần mỗi tháng Fujii sẽ đến Tokyo hoặc Nagase sẽ đến Aichi và đánh cờ ở nhà của bố mẹ sư phụ Sugimoto của Fujii. Dù hai người sẽ nghỉ đánh tập khi gặp nhau trong một trận tranh ngôi, họ vẫn tiếp tục đánh tập với nhau sau khi loạt trận đó đã được định đoạt. Nagase ấn tượng với tài năng và sự khiêm tốn của Fujii, và Fujii cũng đồng tình với niềm tin của Nagase rằng "có công mài sắt, có ngày nên kim". Họ là hai người bạn tôn trọng và công nhận lẫn nhau dẫu họ có đang cạnh tranh với nhau trong các giải danh hiệu. Về kỹ thuật shogi, Fujii đánh giá cao khả năng đỡ đòn tấn công của Nagase, và nói rằng anh đã học được một ít kỹ thuật của Nagase thông qua đấu tập.
Cả khi đối đầu với các kỳ thủ hàng đầu cùng nhiều chiến thuật khác nhau, Fujii vẫn kiên nhẫn dành thời gian và vượt qua những vấn đề của mình để giành chiến thắng. Tanigawa Kōji nhận xét rằng: "Mọi đối thủ Fujii từng gặp đều đang giúp cho Fujii trở nên mạnh hơn". Trong loạt tranh ngôi Vương Tướng Chiến kỳ 72 đối đầu với Habu Yoshiharu, Fujii đã gặp phải những chiến thuật khác nhau trong mỗi ván đấu, và sau này Katsumata Kiyokazu Thất đẳng đã so sánh cách đi của Fujii trong loạt Danh Nhân Chiến kỳ 81 với những nước đi của Habu trong loạt Vương Tướng Chiến kỳ 72, nhận xét rằng Fujii đã tiếp thu được phong cách của Habu "nhường nước đi cho đối phương khi khó đưa ra nước đi tốt nhất" và "kết hợp nhanh chậm để điều chỉnh nhịp độ của thế trận".

## Đời tư

### Giáo dục
Fujii xem xét tình hình thi đấu tại Giải Tam đẳng và chọn thi vào một trường trung học liên cấp để tránh phải vượt qua kỳ thi vào THPT. Mặc dù anh đưa ra quyết định khá muộn vào khoảng tháng 12 năm lớp 6, anh đã đỗ vào Trường THCS liên kết với Khoa Giáo dục của Trường đại học Nagoya mà không cần thông qua lò luyện thi. Anh trở thành kỳ thủ chuyên nghiệp khi học lớp 8 THCS, nhưng do thành công quá lớn của anh vào năm 2017 - năm cuối cùng trong chương trình giáo dục bắt buộc, Fujii đã bị kín lịch và phân vân không biết có nên học tiếp lên THPT hay không. Quyết định này của Fujii được công chúng rất chú ý. Vào ngày 25 tháng 10, Liên đoàn Shogi Nhật Bản thông báo rằng Fujii đã quyết định học tiếp tại Trường THPT của Khoa Giáo dục Trường đại học Nagoya. Quyết định này được nhiều đồng nghiệp kỳ thủ shogi chuyên nghiệp và một số nhà phê bình giáo dục ủng hộ. Đây cũng là quyết định được đưa ra bởi 4 kỳ thủ ngoài Fujii đã trở thành kỳ thủ chuyên nghiệp lúc còn học THCS. Phát biểu về quyết định này, Fujii nói rằng "Tôi muốn tiếp tục tiến lên và cố gắng sao cho mỗi trải nghiệm đều là trải nghiệm tích cực".
Khi Fujii bước vào năm lớp 12 THPT (2020), do tình trạng khẩn cấp của đại dịch COVID-19, các trận đấu chính thức yêu cầu di chuyển đường dài từ ngày 11 tháng 4 đến hết tháng 5 bị dời xuống tháng 6. Khi tình trạng khẩn cấp kết thúc, trường học mở cửa trở lại cùng lúc với lịch thi đấu dày đặc từ các trận đấu bị hoãn trước đó, khiến cho lịch trình của Fujii bị quá tải, anh không thể đi học và do đó không đủ điều kiện tốt nghiệp do không đủ số ngày điểm danh. Vào cuối tháng 1 năm 2021, Fujii tự nguyện xin thôi học và Liên đoàn đã công bố thông tin này vào ngày 16 tháng 2 cùng năm.
Fujii nói rằng: "Việc giành được danh hiệu khiến tôi càng thêm quyết tâm cống hiến trọn vẹn cho shogi. Tôi đã quyết định từ mùa thu, trao đổi với nhà trường và nộp đơn xin thôi học vào cuối tháng 1. Tôi sẽ tiếp tục chăm chỉ cố gắng hơn nữa, rất mong nhận được sự ủng hộ của mọi người." Hiệu trưởng nhà trường cũng phát biểu rằng: "Em Fujii vẫn sẽ luôn được xem là cựu học sinh của trường. Rất mong nhận được sự giúp đỡ của mọi người. Chúng tôi cũng rất mong chờ những thành công sắp tới của em Fujii." Ngoài ra, kỳ thủ cờ vây chuyên nghiệp Katō Yūki cũng là bạn cùng lớp với Fujii ở THCS và THPT.

### Đọc sách - "Từ của Fujii"
Fujii rất chăm đọc sách và đọc nhiều sách văn học cũng như báo chí. Với vốn từ rộng và khả năng viết tốt, Fujii sử dụng những từ vựng mà một học sinh THCS thông thường chưa biết để sử dụng như là từ 望外 ( (vọng ngoại) bōgai, ngoài kỳ vọng) khi phát biểu sau ván đấu và điều này trở thành chủ đề được bàn tán nhiều ở thời điểm Fujii mới lên chuyên. Tổng biên tập tờ Thế giới Shogi cũng dành nhiều lời khen ngợi cho những ghi chép của Fujii sau ván đấu của bản thân, trong đó anh sử dụng những câu từ như: "chỉ có thể nói đó là kiểu hãnh (may mắn trời ban)" (僥倖としか言いようがない), "một thế trận rất mang dương (hoang mang vô định)" (茫洋とした局面), "ván cờ bạch mi (tuyệt tác) (白眉の一局), "tôi không muốn câu nệ quá nhiều vào chuyện thắng thua" (勝敗に拘泥したくない), hay "tôi đã bị kẹt vào nơi ải lộ (thế chật hẹp, hiểm ác)" (隘路に嵌まり込む). Sau khi Fujii giành được danh hiệu Vương Tướng và đạt Ngũ quán, anh được hỏi rằng vị trí của bản thân bây giờ như thế nào so với núi Phú Sĩ, và trả lời rằng: "Tôi mới chỉ ở ngay trước đường giới hạn cây gỗ mà thôi" (森林限界の手前).

### Sở thích
Fujii được biết đến là có sở thích đặc biệt về tàu hoả, và khi di chuyển đến các tỉnh để thi đấu tranh ngôi, anh thường không đi tàu cao tốc hay máy bay mà đi tàu hoả thông thường, và cũng hay chơi trò Train Simulator để giải trí. Vào ngày 29 tháng 5 năm 2023 - 1 ngày sau ván 4 của trận tranh ngôi Duệ Vương Chiến kỳ 8, sau khi Fujii bảo vệ thành công danh hiệu, anh đã cùng với Koyama Reo Tứ đẳng làm việc với tư cách Trưởng ga tại Ga Miyako của Công ty đường sắt Sanriku trong vòng 1 ngày. Chuyến đi này được thực hiện theo yêu cầu của Fujii, họ đã đi tham quan sân ga và trải nghiệm lái thử một con tàu.
Fujii thích ăn các món mì như là ramen và mì miso nikomi udon. Những món mà Fujii ăn trong các trận tranh ngôi cũng trở thành chủ đề nóng trên các kênh truyền thông. Thống kê cho thấy tại thời điểm anh mới lên chuyên anh thường hay chọn món mì, và việc anh hay chọn các món cà ri trong các trận tranh ngôi năm 2021 cũng được chú ý. Fujii nói rằng anh chỉ chọn món gần như ngẫu nhiên, nhưng anh cũng cho rằng mì udon không gây nặng bụng nên rất thích hợp trong các trận đấu, và cũng giải thích rằng anh chọn các món cà ri vì những món này ăn rất nhanh.
Thỉnh thoảng Fujii sẽ chọn món gà karaage trong các ván đấu, và vì lý do này anh được Hiệp hội Karaage Nhật Bản chọn là "Nhà Karaage-học của năm" (hạng mục Kỳ thủ Shogi) vào các năm 2019 và 2022. Anh cũng nói rằng anh không thích ăn nấm và yêu cầu bỏ nấm khỏi những món ăn của anh trong các ván đấu, nhưng từ cuối năm 2021 anh bày tỏ mong muốn vượt qua nỗi sợ nấm, và đầu năm 2023 anh nói rằng đã có thể ăn món tempura nấm maitake.

### Thể thao
Fujii cũng là người giỏi các môn điền kinh. Năm anh 14 tuổi (2017), kỷ lục cá nhân của anh ở nội dung chạy 50m là 6,8 giây. Các nữ sinh cùng lớp nói rằng Fujii là người "nhanh nhẹn và chăm vận động". Theo kế hoạch, Fujii là một trong những người tham gia chạy rước đuốc cho Thế vận hội Mùa hè Tokyo 2020 tại thành phố Seto - điểm xuất phát của cuộc rước đuốc tại tỉnh Aichi trên quãng đường khoảng 200m. Tuy nhiên vào tháng 2 năm 2021, Fujii từ chối tham gia rước đuốc do "sự trì hoãn tổ chức Thế vận hội và tương lai đang không thể lường trước được".

## Những câu chuyện bên lề liên quan đến shogi

### Ghét bị thua từ khi còn nhỏ
Fujii từ nhỏ đã rất ghét thua cuộc, và khi còn nhỏ anh hay khóc nhè khi thua cờ, gây chú ý cho những người xung quanh. Thục trưởng của lớp học shogi là Fumimoto tiết lộ rằng khi Fujii còn nhỏ, sau khi thua cậu rất hay khóc, nhưng khi khóc một lúc rồi cậu lại nở nụ cười và không quá cay cú về ván cờ vừa bị thua. Ông nói rằng cậu không phải là đứa bé mít ướt, nhưng lần nào thua cờ cậu cũng oà lên khóc. Ngay từ khi còn nhỏ, Fujii đã có trí nhớ và sự tập trung tuyệt vời cùng khả năng tư duy và ghi nhớ các nước đi cũng như giải các thế cờ chiếu hết rất nhanh. Thục trưởng Fumimoto cũng nhận xét rằng điều làm Fujii nổi bật hơn các bạn cùng lớp chính là tinh thần chiến đấu của cậu ta: "Tinh thần thi đấu của cậu ta mạnh mẽ đến mức có lẽ rằng khi thua cuộc cậu ta dùng cảm xúc tức giận cay cú đó làm bàn đạp để trui rèn khả năng shogi và trở nên mạnh hơn".
Khi Fujii đang học lớp 2 tiểu học, tại sự kiện Ngày Shogi (17 tháng 11) năm 2010, cậu có cơ hội đối đầu với Tanigawa Kōji trong một ván chấp 2 quân. Tanigawa đưa được Vua vào thế Nhập Ngọc và đang có thế thắng, do đó ông đã đề nghị hoà. Tuy nhiên Fujii bắt đầu oà lên khóc to và bám chặt không chịu rời khỏi bàn cờ. Lúc đó Sugimoto Masataka Thất đẳng đang có mặt đã tới dỗ Fujii đến khi mẹ cậu tới và kéo cậu ra khỏi bàn cờ. Theo lời của Sugimoto, cảnh tượng này luôn xảy ra mỗi khi Fujii thua cờ và ông rất ngạc nhiên khi chứng kiến "sự ám ảnh bất thường với chiến thắng" của cậu ta. 8 năm sau vào năm 2018, Fujii lúc này đã trở thành kỳ thủ chuyên nghiệp Thất đẳng, giải thích về suy nghĩ của anh lúc đó rằng: "Tôi khóc vì trong tâm trí non nớt của tôi lúc đó tôi nghĩ rằng tôi vẫn còn cơ hội giành chiến thắng. Tôi đã không thể kiểm soát được cảm xúc của mình." Sau khi lên chuyên, anh đối đầu với Tanigawa lần đầu tiên vào ngày 1 tháng 9 năm 2019 tại Chung kết Vòng Sơ loại thứ 2 Vương Tướng Chiến kỳ 68 và giành chiến thắng sau 57 nước đi.

### Tự lắp ráp máy tính PC
Chiếc máy tính do Fujii tự lắp ráp để sử dụng phần mềm shogi trở thành chủ đề được bàn tán trong ngành máy tính cũng như trong dư luận. Vào ngày 1 tháng 12 năm 2018, anh tiết lộ rằng anh đang sử dụng máy tính có CPU Ryzen 7 của AMD cho nghiên cứu shogi, và anh cũng đang có hứng thú với Zen 2 - một kiến trúc CPU mà AMD đang phát triển. Phản hồi lại động thái này, CEO của AMD là Lisa Su đăng tải trên Twitter rằng bà rất vui khi Fujii yêu thích dòng CPU Ryzen. Vào ngày 21 tháng 8 năm 2020, tại một buổi họp báo sau ngày Fujii giành danh hiệu Vương Vị kỳ 61, anh nói rằng để nâng cao hơn nữa kỳ lực của mình, "tôi muốn tự lắp một bộ PC khi tôi đã bình tĩnh lại". Theo một cuộc phỏng vấn vào tháng 9 năm 2020, anh nhấn mạnh tầm quan trọng của CPU bởi nó ảnh hưởng đến tốc độ đọc cờ, và tại thời điểm đó anh đang sử dụng chip Ryzen Threadripper 3990X, cho rằng nó "phù hợp nhất cho việc nghiên cứu shogi". Cuối giai đoạn Xác định Khiêu chiến giả Vương Tướng Chiến kỳ 69 (2020), Fujii đã tự tay thay thế GPU trong dàn máy của mình để sử dụng phần mềm mới dlshogi - một phần mềm shogi học sâu chạy bằng GPU.
Vào ngày 8 tháng 9 năm 2022, AMD Nhật Bản thông báo rằng Fujii sẽ xuất hiện trong một quảng cáo của AMD và sẽ có một ấn bản đặc biệt. Trong một video phỏng vấn Fujii của AMD được phát hành cùng ngày, CEO của AMD là Lisa Su đã gửi một tin nhắn video đến Fujii. Để kỷ niệm việc Fujii xuất hiện trong quảng cáo của nhãn hàng, AMD đã cho ra mắt hai dòng CPU: Ryzen Threadripper PRO 5995WX và loạt CPU Ryzen 7000 chuyên sử dụng làm máy tính luyện tập shogi. Chiếc máy tính trước đó Fujii sử dụng được tặng lại cho sư phụ Sugimoto của anh và được dùng trong các lớp học shogi của ông. Trong năm 2023, dự kiến Fujii sẽ có một buổi nói chuyện với bà Lisa Su.

### 19 ván đối đầu với Toyoshima
Tại mùa giải 2020, Fujii đã đối đầu với Toyoshima Masayuki trong 19 ván đấu trong 3 trận tranh ngôi liên tiếp, bao gồm: Vương Vị Chiến kỳ 62, Duệ Vương Chiến kỳ 6 và Long Vương Chiến kỳ 34. Từ khi lên chuyên đến trước ván đấu đầu tiên trong "loạt 19 ván" này, Fujii có thành tích đối đầu với Toyoshima là 1 thắng 6 thua, và được xem là đối thủ cửa dưới. Tuy nhiên, Fujii đã giành chiến thắng cả ba loạt trận, trở thành kỳ thủ trẻ tuổi nhất giành Tứ quán. Trong các trận tranh danh hiệu này, Fujii giành chiến thắng tới 11 ván và chỉ để thua 3 ván, và khi "loạt 19 ván" này kết thúc, thành tích đối đầu của Fujii đối với Toyoshima đã bị đảo ngược hoàn toàn - trở thành 13 tháng 9 thua. Việc Fujii giành chiến thắng trước đối thủ "truyền kiếp" Toyoshima, giành danh hiệu Long Vương (cao quý ngang hàng với Danh Nhân) và giành Tứ quán đã giúp Fujii lần đầu tiên vươn lên vị trí số 1 tại thế giới shogi chuyên nghiệp, và "loạt 19 ván" này được xem là khởi đầu cho "Thời đại Fujii" của thế giới shogi.
Tại mùa giải 2021, Fujii đối đầu với Toyoshima 2 lần: tại Vòng Xác định Khiêu chiến giả Vương Tướng Chiến kỳ 71 (cầm Tiên, thắng sau 101 nước) và tại trận Chung kết Giải vô địch toàn Nhật Bản Cúp JT lần thứ 42 (cầm Hậu, thua sau 95 nước).
| Ngày                                                   | Giải đấu                                  | Tiên/Hậu - Số nước đi - Kết quả của Fujii | Ghi chú                                        |
| ------------------------------------------------------ | ----------------------------------------- | ----------------------------------------- | ---------------------------------------------- |
| 29-30 tháng 6, 2021                                    | Loạt 7 ván Vương Vị Chiến kỳ 62 - Ván 1   | ▲ Tiên - 114 nước - ⬤ Thua                | [ 277 ]                                        |
| 13-14 tháng 7, 2021                                    | Loạt 7 ván Vương Vị Chiến kỳ 62 - Ván 2   | △ Hậu - 102 nước - ◯ Thắng                | [ 278 ]                                        |
| 21-22 tháng 7, 2021                                    | Loạt 7 ván Vương Vị Chiến kỳ 62 - Ván 3   | ▲ Tiên - 117 nước - ◯ Thắng               | [ 279 ]                                        |
| 25 tháng 7, 2021                                       | Loạt 5 ván Duệ Vương Chiến kỳ 6 - Ván 1   | ▲ Tiên - 95 nước - ◯ Thắng                | [ 280 ]                                        |
| 3 tháng 8, 2021                                        | Loạt 5 ván Duệ Vương Chiến kỳ 6 - Ván 2   | △ Hậu - 161 nước - ⬤ Thua                 | [ 281 ]                                        |
| 9 tháng 8, 2021                                        | Loạt 5 ván Duệ Vương Chiến kỳ 6 - Ván 3   | ▲ Tiên - 121 nước - ◯ Thắng               | [ 282 ]                                        |
| 18-19 tháng 8, 2021                                    | Loạt 7 ván Vương Vị Chiến kỳ 62 - Ván 4   | △ Hậu - 140 nước - ◯ Thắng                | [ 283 ]                                        |
| 22 tháng 8, 2021                                       | Loạt 5 ván Duệ Vương Chiến kỳ 6 - Ván 4   | △ Hậu - 91 nước - ⬤ Thua                  | [ 284 ]                                        |
| 24-25 tháng 8, 2021                                    | Loạt 7 ván Vương Vị Chiến kỳ 62 - Ván 5   | ▲ Tiên - 77 nước - ◯ Thắng                | Giành danh hiệu Vương Vị                       |
| 6-7 tháng 9, 2021                                      | Loạt 7 ván Vương Vị Chiến kỳ 62 - Ván 6   | ー                                        | ー                                             |
| 13 tháng 9, 2021                                       | Loạt 5 ván Duệ Vương Chiến kỳ 6 - Ván 5   | ▲ Tiên - 111 nước - ◯ Thắng               | Giành danh hiệu Duệ Vương                      |
| 28-29 tháng 9, 2021                                    | Loạt 7 ván Vương Vị Chiến kỳ 62 - Ván 7   | ー                                        | ー                                             |
| 8-9 tháng 10, 2021                                     | Loạt 7 ván Long Vương Chiến kỳ 34 - Ván 1 | ▲ Tiên - 123 nước - ◯ Thắng               | [ 287 ]                                        |
| 22-23 tháng 10, 2021                                   | Loạt 7 ván Long Vương Chiến kỳ 34 - Ván 2 | △ Hậu - 70 nước - ◯ Thắng                 | [ 288 ]                                        |
| 30-31 tháng 10, 2021                                   | Loạt 7 ván Long Vương Chiến kỳ 34 - Ván 3 | ▲ Tiên - 93 nước - ◯ Thắng                | [ 289 ]                                        |
| 12-13 tháng 11, 2021                                   | Loạt 7 ván Long Vương Chiến kỳ 34 - Ván 4 | △ Hậu - 122 nước - ◯ Thắng                | Giành danh hiệu Long VươngVán đấu hay nhất năm |
| 26-27 tháng 11, 2021                                   | Loạt 7 ván Long Vương Chiến kỳ 34 - Ván 5 | ー                                        | ー                                             |
| 4-5 tháng 12, 2021                                     | Loạt 7 ván Long Vương Chiến kỳ 34 - Ván 6 | ー                                        | ー                                             |
| 17-18 tháng 12, 2021                                   | Loạt 7 ván Long Vương Chiến kỳ 34 - Ván 7 | ー                                        | ー                                             |
| Ký hiệu trong bảng: ▲: Tiên; △: Hậu; ◯: thắng; ⬤: thua |                                           |                                           |                                                |

### "Người ngoài hành tinh Shogi" và "Đại diện Trái Đất"
Fukaura Kōichi Cửu đẳng có tổng thành tích đối đầu với Fujii là 3 thắng và 1 thua tính đến cuối năm 2021, tại thời điểm đó trở thành kỳ thủ duy nhất đánh bại Fujii với chênh lệch 2 trận thắng hoặc nhiều hơn. Vào tháng 10 năm 2021, Fukaura đánh bại Fujii, lúc đó đang là Tam quán, tại Vòng 2 Cúp NHK lần thứ 71. Ông cũng đánh bại Fujii tại ABEMA Tournament lần thứ 4 vào tháng 8 năm 2021 (giải không chính thức). Tháng 3 năm 2022, khi Fujii đang là Ngũ quán, Fukaura cũng đánh bại Fujii tại Giải Sư phụ - Sư đồ ABEMA lần thứ nhất. Fukaura nói rằng ở trận đấu tại Cúp NHK vào tháng 10 năm 2021, Fujii đã sử dụng chiến thuật không thuận tay Gangi, nhưng vẫn có thể đưa ra những nước đi chính xác như máy tính ngay cả ở những thế cờ anh chưa gặp bao giờ. Điều này đã nằm trong nghiên cứu trước đó của Fukaura, và ông chỉ có thể thắng do Fujii đã hết thời gian suy nghĩ.
Toyoshima Masayuki được gọi là "thiên địch" của Fujii bởi trước đây anh đã giành chiến thắng 6 ván liên tiếp trước Fujii, tuy nhiên ở mùa giải 2021 Fujii đã giành những chiến thắng để đảo ngược tỉ số này. Mặt khác, Fukaura sau khi giành chiến thắng trước Fujii trong mùa giải 2021 cũng được gọi là "thiên địch" mới của Fujii khi ông đã vượt qua Fujii trên bình diện tổng tỉ số đối đầu. Bắt nguồn từ một bài đăng trên một bản tin mạng, Fujii và Habu Yoshiharu được gọi là "Người ngoài hành tinh Shogi" bởi năng lực shogi phi thường của họ khiến công chúng không thể tin được họ là người Trái Đất, và mặt khác khi Fukaura giành chiến thắng trước Fujii, ông được gọi là "Đại diện của Trái Đất".
Sư đồ của Fukaura là Sasaki Daichi Thất đẳng đã khiêu chiến Fujii ở loạt tranh ngôi Kỳ Thánh Chiến kỳ 94 và Vương Vị Chiến kỳ 64, tuy nhiên Fujii đã đánh bại Sasaki trong cả hai loạt trận, lần lượt với tỉ số 3-1 và 4-1.
| Ngày                                                   | Giải đấu                                | Tiên/Hậu - Số nước đi - Kết quả của Fujii | Ghi chú                   |
| ------------------------------------------------------ | --------------------------------------- | ----------------------------------------- | ------------------------- |
| 5 tháng 6, 2023                                        | Loạt 5 ván Kỳ Thánh Chiến kỳ 94 - Ván 1 | ▲ Tiên - 113 nước - ◯ Thắng               |                           |
| 23 tháng 6, 2023                                       | Loạt 5 ván Kỳ Thánh Chiến kỳ 94 - Ván 2 | △ Hậu - 111 nước - ⬤ Thua                 |                           |
| 3 tháng 7, 2023                                        | Loạt 5 ván Kỳ Thánh Chiến kỳ 94 - Ván 3 | ▲ Tiên - 107 nước - ◯ Thắng               |                           |
| 7-8 tháng 7, 2023                                      | Loạt 7 ván Vương Vị Chiến kỳ 64 - Ván 1 | ▲ Tiên - 97 nước - ◯ Thắng                |                           |
| 13-14 tháng 7, 2023                                    | Loạt 7 ván Vương Vị Chiến kỳ 64 - Ván 2 | △ Hậu - 98 nước - ◯ Thắng                 |                           |
| 18 tháng 7, 2023                                       | Loạt 5 ván Kỳ Thánh Chiến kỳ 94 - Ván 4 | △ Hậu - 84 nước - ◯ Thắng                 | Bảo vệ danh hiệu Kỳ Thánh |
| 25-26 tháng 7, 2023                                    | Loạt 7 ván Vương Vị Chiến kỳ 64 - Ván 3 | ▲ Tiên - 131 nước - ◯ Thắng               |                           |
| 1 tháng 8, 2023                                        | Loạt 5 ván Kỳ Thánh Chiến kỳ 94 - Ván 5 | ー                                        | ー                        |
| 15-16 tháng 8, 2023                                    | Loạt 7 ván Vương Vị Chiến kỳ 64 - Ván 4 | △ Hậu - 85 nước - ⬤ Thua                  |                           |
| 22-23 tháng 8, 2023                                    | Loạt 7 ván Vương Vị Chiến kỳ 64 - Ván 5 | ▲ Tiên - 95 nước - ◯ Thắng                | Bảo vệ danh hiệu Vương Vị |
| 5-6 tháng 9, 2023                                      | Loạt 7 ván Vương Vị Chiến kỳ 64 - Ván 6 | ー                                        | ー                        |
| 19-20 tháng 9, 2023                                    | Loạt 7 ván Vương Vị Chiến kỳ 64 - Ván 7 | ー                                        | ー                        |
| Ký hiệu trong bảng: ▲: Tiên; △: Hậu; ◯: thắng; ⬤: thua |                                         |                                           |                           |

## Hiện tượng xã hội

### Cơn sốt shogi
Kỷ lục chuỗi 29 ván thắng liên tiếp của Fujii được rất nhiều cơ quan truyền thông đưa tin và được bàn tán trên các chương trình truyền hình, tạo ra một sự bùng nổ chưa từng có của bộ môn shogi, khiến các sản phẩm shogi đều bán hết. Doanh số các sản phẩm liên quan và  sách shogi đều tăng vọt, các bộ truyện tranh và phim điện ảnh liên quan đến chủ đề shogi cũng gây được sự chú ý lớn, và shogi cũng đã thu hút được nhiều sự chú ý hơn từ giới trẻ và nữ giới. Một số võ sĩ sumo còn đổi nghệ danh (shikona) của mình thành Sōta để vinh danh Fujii cùng thành tích 29 chuỗi thắng kỷ lục. Hiện tượng Fujii đã thay đổi tình thế của giới shogi, giúp cho Liên đoàn phục hồi cả về uy tín trước công chúng lẫn về kinh tế sau vụ Bê bối sử dụng phần mềm shogi để gian lận vào năm 2016-17.
Nakamura Taichi nói rằng, ảnh hưởng của Fujii đã khiến một bộ phận công chúng trở thành người hâm mộ shogi vì bản thân các kỳ thủ chuyên nghiệp, tức là "họ không chơi shogi nhưng họ thích xem kỳ thủ chuyên nghiệp thi đấu". Ishida Kazuo Cửu đẳng cũng cho rằng: "Số người chơi (shogi) thời Habu có lẽ nhiều hơn bây giờ, nhưng hiện nay thời thế đã thay đổi - số người hâm mộ chỉ xem thi đấu lại tăng lên chóng mặt", "Thời kỳ cơn sốt Habu cũng rất tuyệt vời, nhưng Fujii hơn Habu ở chỗ anh là một (kỳ thủ) chuyên nghiệp được cả nước biết đến. Ông cũng cho biết rằng số học sinh tham gia lớp học shogi dành cho trẻ em do ông đứng lớp đang ngày càng gia tăng.
Ba phong bì niêm phong nước đi của Fujii tại Vương Vị Chiến kỳ 61 (2020) đã được đấu giá trực tuyến để quyên góp cho các khu vực bị mưa lớn ảnh hưởng ở Kyūshū. Phong bì niêm phong nước đi của ván 4 - nơi Fujii trở thành Nhị quán trẻ nhất lịch sử được đấu giá cao nhất với mức giá 15 triệu Yên, và cả 3 phong bì đã được bán đấu giá thành công với tổng mức giá là 22,5 triệu Yên. Mức giá rất cao này đã được dư luận bàn tán sôi nổi sau khi những phong bì này được bán đấu giá, và báo giới cũng rất ngạc nhiên trước mức giá này.

#### Giải Từ mới và Từ khoá thịnh hành của năm
Tại Lễ trao giải Từ mới và Từ khoá thịnh hành của năm You Can năm 2017, từ khoá "chuỗi 29 ván thắng" - chuỗi thắng kỷ lục của Fujii  đã được trao Giải Đặc biệt của Ban Giám khảo, trong khi từ khoá "Hifumin" cũng được lựa chọn trong top 10, và từ khoá "cơn sốt Fujii" cũng được đề cử trong hạng mục liên quan đến shogi.

Nước đi thứ 58 △B*31 của Fujii tại Ván 2 - Loạt 5 ván tranh ngôi Kỳ Thánh Chiến kỳ 91 (2020) là "nước đi Fujii đã mất 23 phút suy nghĩ để đi và trùng khớp với nước đi tốt nhất do máy tính đề xuất sau khi đã đọc 600 triệu nước đi". Nhờ sự kiện này, từ khoá "vượt qua AI" đã được đề cử trong số 30 đề cử cho Giải Từ mới và Từ khoá thịnh hành của năm You Can năm 2020. Tuy nhiên một CPU hiệu năng cao (như chip Ryzen Threadripper 3990X mà Fujii đang sử dụng) tại thời điểm đó có thể đọc được 600 triệu nước đi trong vòng 10 giây.

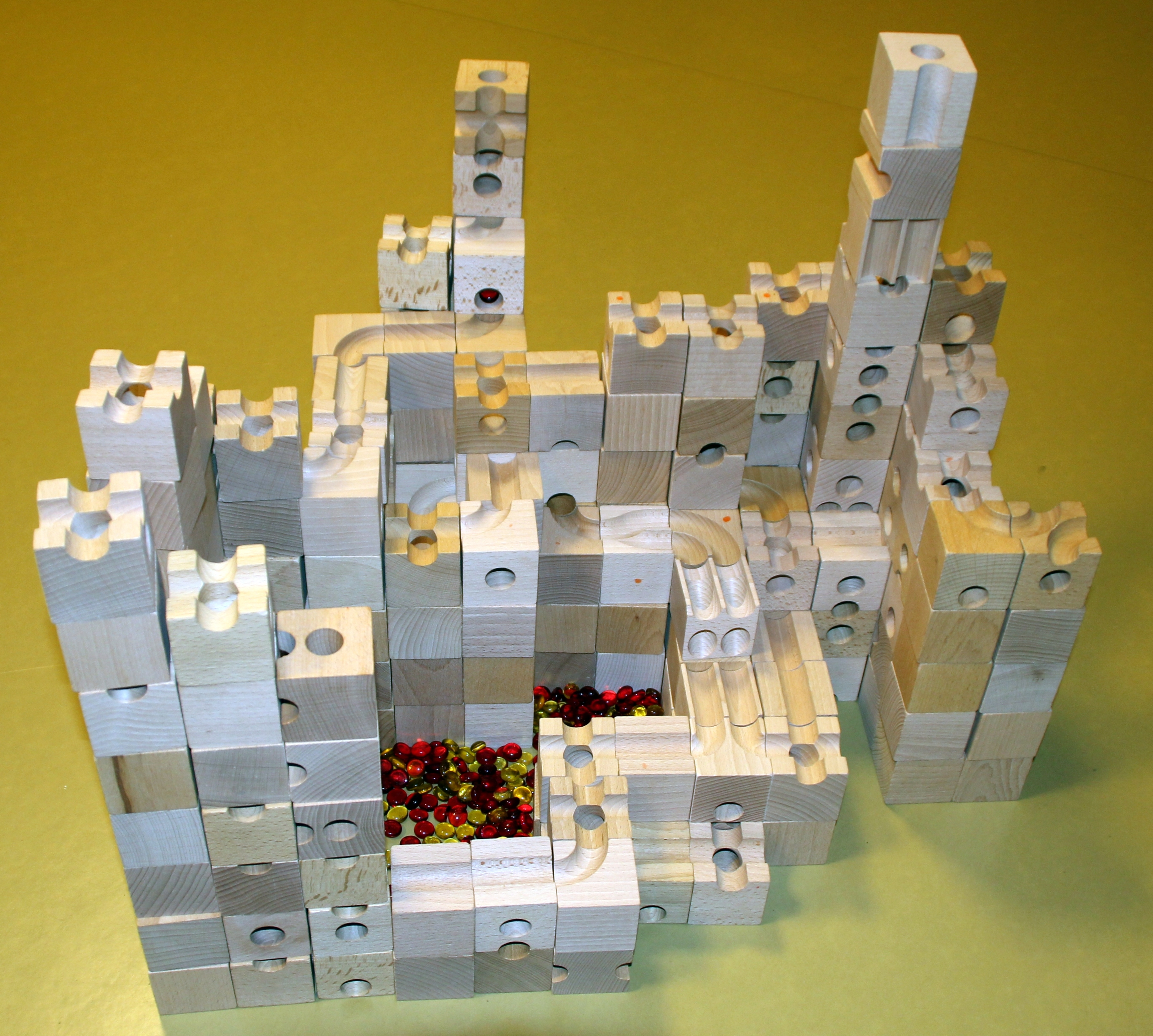
Cuboro

### Bên lề shogi

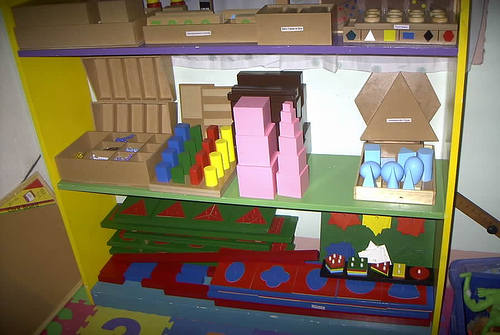
Giáo cụ bằng gỗ của phương pháp Montessori

Do thành công của Fujii vào năm 2017, những đồ vật như bộ đồ chơi Cuboro của Thuỵ Sĩ mà Fujii từng chơi lúc 3 tuổi, cuốn sách NEW Study Shogi (NXB Kumon) mà Fujii dùng để học chơi shogi, và phương pháp giáo dục Montessori của Italia mà Fujii được dạy thời mẫu giáo cũng được công chúng để ý.
Trước ngày lễ Tình nhân năm 2018, Hội quán Shogi Kansai của Liên đoàn Shogi Nhật Bản đã gửi lời xin lỗi vì đã từ chối nhận sô-cô-la gửi trực tiếp cho Fujii - ngày hôm đó anh có lịch thi đấu. Sau đó Liên đoàn thông qua Twitter chính thức đã đề nghị người hâm mộ gửi sô-cô-la cho Hội quán Kansai trước nếu muốn gửi cho Fujii. Do đã có thông báo rằng "sô-cô-la gửi cho các kỳ thủ phải thông qua Liên đoàn", các kỳ thủ khác cũng đã nhận được sô-cô-la do người hâm mộ gửi đến, và Watanabe Akira đã nhận được cả một thùng sô-cô-la từ người hâm mộ thông qua Liên đoàn.
Do một phần ảnh hưởng của việc phát sóng trực tiếp các trận đấu shogi trên mạng, "Đồ ăn shogi" - các món ăn nhẹ và bữa chính của các kỳ thủ trong các trận đấu cũng trở thành chủ đề được bàn tán trên mạng. Vào năm 2021, doanh số của loại bánh ngọt Piyorin mà Fujii đã dùng trong một ván đấu trong loạt tranh ngôi Vương Vị Chiến đã tăng gấp đôi. Các loại bánh ngọt khác mà Fujii đã dùng trong các loạt tranh ngôi Duệ Vương Chiến vào tháng 9 và Long Vương Chiến vào tháng 10 cùng năm cũng đã bán hết ngay sau khi ván đấu kết thúc.

## Lịch sử thăng cấp
| Ngày thăng cấp                      | Đẳng cấp          | Ghi chú |
| ----------------------------------- | ----------------- | --- |
| 22 tháng 9, 2012 (10 tuổi 2 tháng)  | Lục cấp (6-kyu)   | Gia nhập Trường Đào tạo |
| 18 tháng 10, 2015 (13 tuổi 2 tháng) | Tam đẳng (3-dan)  | Người trẻ tuổi nhất thăng lên Tam đẳng Chưa tham gia Giải Tam đẳng trong 1 kỳ                                                                           |
| 1 tháng 10, 2016 (14 tuổi 2 tháng)  | Tứ đẳng (4-dan)   | Người trẻ tuổi nhất thăng lên Tứ đẳng, trở thành kỳ thủ chuyên nghiệp Người thứ 5 trong lịch sử lên chuyên khi còn học THCS                             |
| 1 tháng 2, 2018 (15 tuổi 6 tháng)   | Ngũ đẳng (5-dan)  | Thăng lên Hạng C tổ 1 Thuận Vị Chiến (tổng thành tích: 61 thắng 11 thua)                                                                                |
| 17 tháng 2, 2018 (15 tuổi 6 tháng)  | Lục đẳng (6-dan)  | Người trẻ tuổi nhất thăng lên Lục đẳng Vô địch giải dành cho tất cả kỳ thủ chuyên nghiệp sau khi thăng lên Ngũ đẳng (tổng thành tích: 66 thắng 11 thua) |
| 18 tháng 5, 2018 (15 tuổi 9 tháng)  | Thất đẳng (7-dan) | Người trẻ tuổi nhất thăng lên Thất đẳng Thăng tổ Long Vương Chiến lần thứ 2 liên tiếp (tổng thành tích: 76 thắng 12 thua)                               |
| 20 tháng 8, 2020 (18 tuổi 1 tháng)  | Bát đẳng (8-dan)  | Người trẻ tuổi nhất thăng lên Bát đẳng Giành 2 kỳ danh hiệu (tổng thành tích: 191 thắng 35 thua)                                                        |
| 3 tháng 7, 2021 (18 tuổi 11 tháng)  | Cửu đẳng (9-dan)  | Người trẻ tuổi nhất thăng lên Cửu đẳng Giành 3 kỳ danh hiệu (tổng thành tích: 225 thắng 43 thua)                                                        |

## Thành tích chính

### Danh hiệu
Chữ in đậm nền đỏ  là danh hiệu đang giữ tính đến tháng 6, 2025.  Chữ in đậm nền trắng  ở các ô "tham gia trận tranh danh hiệu" và "giành danh hiệu liên tiếp" là kỷ lục tối đa của cá nhân.
Để so sánh với các kỳ thủ khác, xin tham khảo các bài Kỷ lục giành danh hiệu shogi và Danh sách người giữ danh hiệu shogi Nhật Bản.
| Danh hiệu | Năm giành danh hiệu | Số lần tham gia trận tranh danh hiệu | Số kỳ giữ danh hiệu         | Giành danh hiệu liên tiếp | Danh hiệu Vĩnh thế (ghi chú)     | Điều kiện đạt danh hiệu Vĩnh thế |
| Long Vương | 2021-2024           | 4                                    | 4 kỳ                        | 4                         | －                               | 5 kỳ liên tiếp/7 kỳ tổng cộng    |
| Danh Nhân | 2023-2025           | 3                                    | 3                           | 3                         | －                               | 5 kỳ tổng cộng                   |
| Duệ Vương | 2021-2023           | 4                                    | 3 kỳ （nhiều nhất lịch sử） | 3 （nhiều nhất lịch sử）  | －                               | 5 kỳ tổng cộng                   |
| Vương Vị | 2020-2024           | 5                                    | 5 kỳ                        | 5                         | Vĩnh thế Vương Vị (đủ điều kiện) | 5 kỳ liên tiếp/10 kỳ tổng cộng   |
| Vương Toạ | 2023-2024           | 2                                    | 2 kỳ                        | 2                         | －                               | 5 kỳ liên tiếp/10 kỳ tổng cộng   |
| Kỳ Thánh | 2020-2025           | 6                                    | 5 kỳ                        | 5                         | Vĩnh thế Kỳ Thánh (đủ điều kiện) | 5 kỳ tổng cộng                   |
| Kỳ Vương | 2022-2024           | 3                                    | 3 kỳ                        | 3                         | －                               | 5 kỳ liên tiếp                   |
| Vương Tướng | 2021-2024           | 4                                    | 4 kỳ                        | 4                         | －                               | 10 kỳ tổng cộng                  |
| Tổng cộng 31 lần tham gia trận tranh danh hiệu, tổng cộng 30 lần giành danh hiệu (đứng thứ 4), tỉ lệ giành danh hiệu: .968 (Cập nhật đến hết Kỳ Thánh Chiến kỳ 96 - mùa giải 2025) |                     |                                      |                             |                           |                                  |                                  |

(Cập nhật đến hết Kỳ Vương Chiến kỳ 50 - mùa giải 2024)

#### Thành tích đối đầu với các kỳ thủ ở các trận tranh ngôi
| Đối thủ            | Số lần đối đầu | Trận tranh danh hiệu      | Trận tranh danh hiệu               | Trận tranh danh hiệu | Ván   | Ván  | Ván        | Ván        | Các mùa giải đối đầu |
| Đối thủ            | Số lần đối đầu | Phòng thủ/giành danh hiệu | Mất danh hiệu/khiêu chiến thất bại | Tỉ lệ thắng          | Thắng | Thua | Hoà bế tắc | Tỉ lệthắng | Các mùa giải đối đầu |
| ------------------ | -------------- | ------------------------- | ---------------------------------- | -------------------- | ----- | ---- | ---------- | ---------- | -------------------- |
| Watanabe Akira     | 6              | 6                         | 0                                  | 1.000                | 21    | 4    |            | .840       | 2020-2024            |
| Toyoshima Masayuki | 5              | 5                         | 0                                  | 1.000                | 19    | 5    |            | .791       | 2021-2022, 2024      |
| Nagase Takuya      | 5              | 5                         | 0                                  | 1.000                | 17    | 4    |            | .809       | 2022-2025            |
| Itō Takumi         | 3              | 2                         | 1                                  | .666                 | 9     | 3    | 1          | .750       | 2023-2024            |
| Sugai Tatsuya      | 2              | 2                         | 0                                  | 1.000                | 7     | 1    |            | .875       | 2023                 |
| Sasaki Daichi      | 2              | 2                         | 0                                  | 1.000                | 7     | 2    |            | .777       | 2023                 |
| Kimura Kazuki      | 1              | 1                         | 0                                  | 1.000                | 4     | 0    |            | 1.000      | 2020                 |
| Hirose Akihito     | 1              | 1                         | 0                                  | 1.000                | 4     | 2    |            | .667       | 2022                 |
| Habu Yoshiharu     | 1              | 1                         | 0                                  | 1.000                | 4     | 2    |            | .667       | 2022                 |
| Deguchi Wakamu     | 1              | 1                         | 0                                  | 1.000                | 3     | 0    |            | 1.000      | 2022                 |
| Yamasaki Takayuki  | 1              | 1                         | 0                                  | 1.000                | 3     | 0    |            | 1.000      | 2024                 |
| Sasaki Yūki        | 1              | 1                         | 0                                  | 1.000                | 4     | 2    |            | .667       | 2024                 |
| Masuda Yasuhiro    | 1              | 1                         | 0                                  | 1.000                | 3     | 0    |            | 1.000      | 2024                 |
| Sugimoto Kazuo     | 1              | 1                         | 0                                  | 1.000                | 3     | 0    |            | 1.000      | 2025                 |
| Cộng               | 31             | 30                        | 1                                  | .968                 | 108   | 25   | 1          | .812       | 2020-2025            |

(Cập nhật đến hết Kỳ Thánh Chiến kỳ 96 - mùa giải 2025)

### Vô địch các giải không danh hiệu
Chữ in đậm nền đỏ  là đương kim vô địch.
| Giải đấu             | Năm vô địch         | Số lần vô địch |
| -------------------- | ------------------- | -------------- |
| Cúp Asahi mở rộng    | 2017-18, 2020, 2022 | 4              |
| Ngân Hà Chiến        | 2020, 2022          | 2              |
| Cúp JT               | 2022-23             | 2              |
| Cúp NHK              | 2022, 2024          | 2              |
| Tân Nhân Vương Chiến | 2018                | 1              |
| Cộng                 | Cộng                | 11             |

#### Vô địch các giải không chính thức
| Giải đấu          | Năm vô địch | Số lần vô địch |
| ----------------- | ----------- | -------------- |
| ABEMA Tournament  | 2018-21     | 4              |
| Tân Ngân Hà Chiến | 2022        | 1              |
| Cộng              | Cộng        | 5              |

### Thăng/giáng hạng/tổ
Chi tiết về hạng/tổ của kỳ thủ vui lòng xem các bài Thuận Vị Chiến và Long Vương Chiến.
| Mùa giải | Thuận Vị Chiến | Thuận Vị Chiến | Thuận Vị Chiến | Thuận Vị Chiến | Thuận Vị Chiến | Thuận Vị Chiến | Thuận Vị Chiến | Thuận Vị Chiến | Long Vương Chiến | Long Vương Chiến | Long Vương Chiến | Long Vương Chiến | Long Vương Chiến | Long Vương Chiến | Long Vương Chiến | Long Vương Chiến |
| Mùa giải | Kỳ             | Danh Nhân      | Hạng A         | Hạng B         | Hạng B         | Hạng C         | Hạng C         | FC             | Kỳ               | Long Vương       | Tổ 1             | Tổ 2             | Tổ 3             | Tổ 4             | Tổ 5             | Tổ 6             |
| Mùa giải | Kỳ             | Danh Nhân      | Hạng A         | Tổ 1           | Tổ 2           | Tổ 1           | Tổ 2           | FC             | Kỳ               | Long Vương       | Tổ 1             | Tổ 2             | Tổ 3             | Tổ 4             | Tổ 5             | Tổ 6             |
| --- | -------------- | -------------- | -------------- | -------------- | -------------- | -------------- | -------------- | -------------- | ---------------- | ---------------- | ---------------- | ---------------- | ---------------- | ---------------- | ---------------- | ---------------- |
| 2016 | 75             | Chưa tham gia  | Chưa tham gia  | Chưa tham gia  | Chưa tham gia  | Chưa tham gia  | Chưa tham gia  | Chưa tham gia  | 30               |                  |                  |                  |                  |                  |                  | Tổ 6             |
| 2017 | 76             |                |                |                |                |                | C245           |                | 31               |                  |                  |                  |                  |                  | Tổ 5             |                  |
| 2018 | 77             |                |                |                |                | C131           |                |                | 32               |                  |                  |                  |                  | Tổ 4             |                  |                  |
| 2019 | 78             |                |                |                |                | C13            |                |                | 33               |                  |                  |                  | Tổ 3             |                  |                  |                  |
| 2020 | 79             |                |                |                | B221           |                |                |                | 34               |                  |                  | Tổ 2             |                  |                  |                  |                  |
| 2021 | 80             |                |                | B111           |                |                |                |                | 35               | Long Vương       |                  |                  |                  |                  |                  |                  |
| 2022 | 81             |                | A9             |                |                |                |                |                | 36               | Long Vương       |                  |                  |                  |                  |                  |                  |
| 2023 | 82             | Danh Nhân      |                |                |                |                |                |                | 37               | Long Vương       |                  |                  |                  |                  |                  |                  |
| 2024 | 83             | Danh Nhân      |                |                |                |                |                |                | 38               | Long Vương       |                  |                  |                  |                  |                  |                  |
| Ô đóng khung biểu thị năm trở thành khiêu chiến giả. Chỉ số dưới ở Thuận Vị Chiến biểu thị thứ hạng Thuận Vị vào đầu mùa giải ở hạng đó (x là điểm giáng tổ trong kỳ đó, * là điểm giáng tổ tích luỹ, + là điểm giáng tổ được xoá) FC: Free Class (FX: xếp vào Free Class, FT: tự nguyện xuống Free Class). Chữ in đậm ở Long Vương Chiến biểu thị giành chiến thắng tổ trong Vòng Xếp hạng; Tên tổ(kèm chú thích dưới) biểu thị người chưa phải kỳ thủ chuyên nghiệp tham gia thi đấu. |                |                |                |                |                |                |                |                |                  |                  |                  |                  |                  |                  |                  |                  |

### Đại Thưởng
Giải Kỳ thủ xuất sắc nhất năm hoặc tương đương được ký hiệu bằng chữ in đậm.
| Kỳ | Mùa giải | Giải thưởng |
| -- | -------- | --- |
| 45 | 2017     | Giải thưởng Đặc biệt, Tân binh của năm, Nhiều ván đấu nhất năm (73 ván), Nhiều ván thắng nhất năm (61 ván thắng), Tỉ lệ thắng cao nhất năm (.816), Chuỗi thắng dài nhất năm (chuỗi 29 ván thắng), Giải đặc biệt cho Ván đấu hay nhất năm |
| 46 | 2018     | Tỉ lệ thắng cao nhất năm (.849), Giải thưởng Masuda Kōzō |
| 47 | 2019     | Nhiều ván thắng nhất năm (53 ván thắng), Tỉ lệ thắng cao nhất năm (.815), Giải đặc biệt cho Ván đấu hay nhất năm |
| 48 | 2020     | Kỳ thủ xuất sắc nhất năm, Nhiều ván thắng nhất năm (44 ván thắng), Tỉ lệ thắng cao nhất năm (.846), Ván đấu hay nhất năm, Giải đặc biệt cho Ván đấu hay nhất năm, Giải thưởng Masuda Kōzō Đặc biệt                                       |
| 49 | 2021     | Kỳ thủ xuất sắc nhất năm, Nhiều ván đấu nhất năm (64 ván), Nhiều ván thắng nhất năm (52 ván thắng), Ván đấu hay nhất năm |
| 50 | 2022     | Kỳ thủ xuất sắc nhất năm, Nhiều ván thắng nhất năm (53 ván thắng), Tỉ lệ thắng cao nhất năm (.828), Ván đấu hay nhất năm, Giải đặc biệt cho Ván đấu hay nhất năm                                                                         |
| 51 | 2023     | Kỳ thủ xuất sắc nhất năm, Tỉ lệ thắng cao nhất năm (.852), Ván đấu hay nhất năm, Giải đặc biệt cho Ván đấu hay nhất năm |

### Kỷ lục

#### Kỳ thủ trẻ tuổi nhất thăng đẳng
Xem phần Lịch sử thăng cấp.

#### Các kỷ lục nhỏ tuổi nhất liên quan đến danh hiệu
- Khiêu chiến danh hiệu (Kỳ Thánh Chiến kỳ 91) - 17 tuổi 10 tháng 20 ngày
- Giành danh hiệu (Kỳ Thánh Chiến kỳ 91) - 17 tuổi 11 tháng
  - Giành danh hiệu Kỳ Thánh (Kỳ Thánh Chiến kỳ 91) - 17 tuổi 11 tháng
  - Giành danh hiệu Vương Vị (Vương Vị Chiến kỳ 61) - 18 tuổi 1 tháng
  - Giành danh hiệu Duệ Vương (Duệ Vương Chiến kỳ 6) - 19 tuổi 1 tháng
  - Giành danh hiệu Vương Tướng (Vương Tướng Chiến kỳ 71) - 19 tuổi 6 tháng
  - Giành danh hiệu Danh Nhân (Danh Nhân Chiến kỳ 81) - 20 tuổi 10 tháng
- Cùng lúc giữ hai danh hiệu Long Vương - Danh Nhân (Danh Nhân Chiến kỳ 81) - 20 tuổi 10 tháng
- Lần đầu thành công bảo vệ danh hiệu (Kỳ Thánh Chiến kỳ 92) - 18 tuổi 11 tháng
  - Bảo vệ thành công danh hiệu Kỳ Thánh (Kỳ Thánh Chiến kỳ 92) - 18 tuổi 11 tháng
  - Bảo vệ thành công danh hiệu Vương Vị (Vương Vị Chiến kỳ 62) - 19 tuổi 1 tháng
  - Bảo vệ thành công danh hiệu Duệ Vương (Duệ Vương Chiến kỳ 7) - 19 tuổi 10 tháng
  - Bảo vệ thành công danh hiệu Long Vương (Long Vương Chiến kỳ 35) - 20 tuổi 4 tháng
  - Bảo vệ thành công danh hiệu Vương Tướng (Vương Tướng Chiến kỳ 72) - 20 tuổi 7 tháng
- Nhị quán (Vương Vị Chiến kỳ 61) - 18 tuổi 1 tháng
- Tam quán (Duệ Vương Chiến kỳ 6) - 19 tuổi 1 tháng
- Tứ quán (Long Vương Chiến kỳ 34) - 19 tuổi 3 tháng
- Ngũ quán (Vương Tướng Chiến kỳ 71) - 19 tuổi 6 tháng
- Lục quán (Kỳ Vương Chiến kỳ 48) - 20 tuổi 8 tháng
- Thất quán (Danh Nhân Chiến kỳ 81) - 20 tuổi 10 tháng
- Bát quán (Vương Toạ Chiến kỳ 71) - 21 tuổi
- Giành danh hiệu Vĩnh thế (Kỳ Thánh Chiến kỳ 95) - 21 tuổi 11 tháng
  - Vĩnh thế Kỳ Thành (Kỳ Thánh Chiến kỳ 95) - 21 tuổi 11 tháng
  - Vĩnh thế Vương Vị (Vương Vị Chiến kỳ 65) - 22 tuổi 1 tháng
    - Vĩnh thế Nhị quán - 22 tuổi 1 tháng

#### Các kỷ lục nhỏ tuổi nhất liên quan đến các giải không danh hiệu
- Vô địch giải không danh hiệu - giải dành cho toàn bộ kỳ thủ chuyên nghiệp (Cúp Asahi mở rộng lần thứ 11) - 15 tuổi 6 tháng
  - Vô địch Cúp Asahi mở rộng - 15 tuổi 6 tháng
  - Vô địch Tân Nhân Vương Chiến - 16 tuổi 2 tháng
  - Vô địch Ngân Hà Chiến - 18 tuổi 2 tháng
  - Vô địch Cúp JT - 20 tuổi 4 tháng
- Bảo vệ thành công chức vô địch giải không danh hiệu (Cúp Asahi mở rộng lần thứ 12) - 16 tuổi 6 tháng

#### Các kỷ lục nhỏ tuổi nhất khác
- Ván thắng đầu tiên - 14 tuổi 5 tháng
- Tổng 50 ván thắng - 15 tuổi 4 tháng
- Tổng 100 ván đã thi đấu - 16 tuổi
- Tổng 100 ván thắng - 16 tuổi 4 tháng
- Tổng 200 ván thắng - 18 tuổi 4 tháng
- Tổng 300 ván thắng - 20 tuổi 5 tháng

#### Các kỷ lục khác liên quan đến danh hiệu
- Liên tiếp chiến thắng ở các trận tranh ngôi từ khi lần đầu khiêu chiến - 17 chiến thắng liên tiếp (nhiều nhất lịch sử, đang tiếp diễn)
- Liên tiếp chiến thắng ở các trận tranh ngôi - 17 chiến thắng liên tiếp (đứng thứ 2, đang tiếp diễn)
- Liên tiếp chiến thắng tổ ở Vòng Xếp hạng Long Vương Chiến - 5 kỳ liên tiếp (Kỳ 30-34, lần đầu tiên trong lịch sử)
- Toàn thắng ở Vòng Xếp hạng Long Vương Chiến (12 ván thắng liên tiếp) và giành danh hiệu Long Vương (Kỳ 34, lần đầu tiên trong lịch sử)
- Toàn thắng ở Vòng Sơ loại Vương Vị Chiến (14 ván thắng liên tiếp) và giành danh hiệu Vương Vị (Kỳ 61, lần đầu tiên trong lịch sử)
- Giành chiến thắng tuyệt đối 4-0 ngay lần đầu khiêu chiến để giành danh hiệu Vương Tướng (Kỳ 71, lần đầu tiên trong lịch sử)
- Giành danh hiệu khi còn dưới 20 tuổi - 9 kỳ (nhiều nhất lịch sử)

#### Các kỷ lục khác
- Chuỗi thắng dài nhất, chuỗi thắng dài nhất kể từ khi lên chuyên - 29 ván thắng liên tiếp (từ 24 tháng 12, 2016 đến 26 tháng 6, 2017, dài nhất lịch sử)
  - Chuỗi thắng dài nhất khi cầm Tiên - 29 ván thắng (từ 22 tháng 6, 2022 đến 8 tháng 3, 2023, dài nhất lịch sử)
- Tỉ lệ thắng trên .800 - 6 mùa giải liên tiếp - 6 mùa giải (mùa giải 2017-22, nhiều nhất lịch sử - kỷ lục đang tiếp diễn)
- Grand Slam các giải không danh hiệu - Mùa giải 2022 (lần đầu tiên trong lịch sử)
- Số chức vô địch các giải đấu chính thức trong 1 mùa giải - 10 chức vô địch (mùa giải 2022, nhiều nhất lịch sử)

|                                                        | Ngày              | Giải đấu                                                  | Đối thủ                             | Tiên/Hậu - Số nước đi - Kết quả của Fujii | Ghi chú                                                                     |
| ------------------------------------------------------ | ----------------- | --------------------------------------------------------- | ----------------------------------- | ----------------------------------------- | --------------------------------------------------------------------------- |
| 1 tháng 10, 2016                                       | Thăng lên Tứ đẳng | Thăng lên Tứ đẳng                                         | Thăng lên Tứ đẳng                   | Thăng lên Tứ đẳng                         |                                                                             |
| 1                                                      | 24 tháng 12, 2016 | Long Vương Chiến kỳ 30 - Tổ 6 - Vòng Xếp hạng - Vòng 2    | Katō Hifumi Cửu đẳng                | △ 110 ◯                                   |                                                                             |
| 2                                                      | 26 tháng 1, 2017  | Kỳ Vương Chiến kỳ 43 - Vòng Sơ loại - Vòng 2              | Toyokawa Takahiro Thất đẳng         | ▲ 85 ◯                                    |                                                                             |
| 3                                                      | 9 tháng 2, 2017   | Long Vương Chiến kỳ 30 - Tổ 6 - Vòng Xếp hạng - Vòng 2    | Urano Masahiko Bát đẳng             | △ 48 ◯                                    |                                                                             |
| 4                                                      | 23 tháng 2, 2017  | Cúp NHK lần thứ 67 - Vòng Sơ loại - Vòng 1                | Urano Masahiko Bát đẳng (lần thứ 2) | ▲ 87 ◯                                    |                                                                             |
| 5                                                      | 23 tháng 2, 2017  | Cúp NHK lần thứ 67 - Vòng Sơ loại - Vòng 2                | Kitahama Kensuke Bát đẳng           | ▲ 127 ◯                                   |                                                                             |
| 6                                                      | 23 tháng 2, 2017  | Cúp NHK lần thứ 67 - Vòng Sơ loại - Chung kết             | Takeuchi Yūgo Tứ đẳng               | ▲ 111 ◯                                   |                                                                             |
| 7                                                      | 1 tháng 3, 2017   | Vương Tướng Chiến kỳ 67 - Vòng Sơ loại thứ Nhất - Vòng 1  | Arimori Kōzō Thất đẳng              | △ 72 ◯                                    |                                                                             |
| 8                                                      | 10 tháng 3, 2017  | Tân Nhân Vương Chiến kỳ 48 - Vòng 2                       | Ōhashi Takahiro Tứ đẳng             | △ 144 ◯                                   |                                                                             |
| 9                                                      | 16 tháng 3, 2017  | Long Vương Chiến kỳ 30 - Tổ 6 - Vòng Xếp hạng - Vòng 3    | Shoshi Kazuharu Thất đẳng           | ▲ 107 ◯                                   |                                                                             |
| 10                                                     | 23 tháng 3, 2017  | Kỳ Vương Chiến kỳ 43 - Vòng Sơ loại - Vòng 3              | Ōhashi Takahiro Tứ đẳng (lần 2)     | ▲ 127 ◯                                   |                                                                             |
| 11                                                     | 4 tháng 4, 2017   | Vương Tướng Chiến kỳ 67 - Vòng Sơ loại thứ nhất - Vòng 2  | Kobayashi Hiroshi Thất đẳng         | △ 104 ◯                                   | Kỷ lục mới về số ván thắng liên tiếp từ khi lên chuyên.                     |
| 12                                                     | 13 tháng 4, 2017  | Long Vương Chiến kỳ 30 - Tổ 6 - Vòng Xếp hạng - Vòng 4    | Hoshino Yoshikata Tứ đẳng           | ▲ 127 ◯                                   |                                                                             |
| 13                                                     | 17 tháng 4, 2017  | Cúp NHK lần thứ 67 - Vòng 1                               | Chida Shota Lục đẳng                | △ 90 ◯                                    | Phát sóng ngày 14 tháng 5, 2017 (NHK E-TV)                                  |
| 14                                                     | 26 tháng 4, 2017  | Kỳ Vương Chiến kỳ 43 - Vòng Sơ loại - Vòng 4              | Hirafuji Shingo Thất đẳng           | △ 140 ◯                                   |                                                                             |
| 15                                                     | 1 tháng 5, 2017   | Long Vương Chiến kỳ 30 - Tổ 6 - Vòng Xếp hạng - Bán kết   | Kanai Kōta Lục đẳng                 | △ 90 ◯                                    |                                                                             |
| 16                                                     | 4 tháng 5, 2017   | Tân Nhân Vương Chiến kỳ 48 - Vòng 3                       | Yokoyama Daiki Nghiệp dư            | △ 100 ◯                                   |                                                                             |
| 17                                                     | 12 tháng 5, 2017  | Vương Tướng Chiến kỳ 67 - Vòng Sơ loại thứ nhất - Vòng 3  | Nishikawa Kazuhiro Lục đẳng         | △ 84 ◯                                    |                                                                             |
| 18                                                     | 18 tháng 5, 2017  | Kakogawa Thanh Lưu Chiến kỳ 7 - Vòng 2                    | Takeuchi Yugo Tứ đẳng               | △ 120 ◯                                   |                                                                             |
| 19                                                     | 25 tháng 5, 2017  | Long Vương Chiến kỳ 30 - Tổ 6 - Vòng Xếp hạng - Chung kết | Kondō Seiya Ngũ đẳng                | △ 102 ◯                                   |                                                                             |
| -                                                      | 2 tháng 6, 2017   | Kỳ Vương Chiến kỳ 43 - Vòng Sơ loại - Chung kết           | Sawada Shingō Lục đẳng              | △ 61 千                                   |                                                                             |
| 20                                                     | 2 tháng 6, 2017   | Kỳ Vương Chiến kỳ 43 - Vòng Sơ loại - Chung kết           | Sawada Shingō Lục đẳng              | ▲ 155 ◯                                   | Ván đánh lại sau khi hoà do lặp nước.                                       |
| 21                                                     | 7 tháng 6, 2017   | Cúp Jōshū YAMADA Challenge lần thứ 2 - Vòng 1             | Tonari Ryūma Tứ đẳng                | ▲ 93 ◯                                    |                                                                             |
| 22                                                     | 7 tháng 6, 2017   | Cúp Jōshū YAMADA Challenge lần thứ 2 - Vòng 2             | Sakaguchi Satoru Ngũ đẳng           | ▲ 139 ◯                                   |                                                                             |
| 23                                                     | 7 tháng 6, 2017   | Cúp Jōshū YAMADA Challenge lần thứ 2 - Vòng 3             | Miyamoto Hiroshi Ngũ đẳng           | ▲ 141 ◯                                   | Chuỗi thắng dài thứ 3.                                                      |
| 24                                                     | 10 tháng 6, 2017  | Duệ Vương Chiến kỳ 3 - Vòng Sơ loại - Vòng 1              | Kajiura Hirotaka Tứ đẳng            | △ 108 ◯                                   |                                                                             |
| 25                                                     | 10 tháng 6, 2017  | Duệ Vương Chiến kỳ 3 - Vòng Sơ loại - Vòng 2              | Tonari Ryūma Tứ đẳng (lần 2)        | △ 108 ◯                                   | Chuỗi thắng dài thứ 2.                                                      |
| 26                                                     | 15 tháng 6, 2017  | Thuận Vị Chiến kỳ 76 - Hạng C Tổ 2 - Vòng 1               | Segawa Shōji Ngũ đẳng               | △ 108 ◯                                   |                                                                             |
| 27                                                     | 17 tháng 6, 2017  | Cúp Asahi mở rộng lần thứ 11 - Vòng Sơ loại thứ nhất      | Fujioka Hayata Nghiệp dư            | △ 106 ◯                                   |                                                                             |
| 28                                                     | 21 tháng 6, 2017  | Vương Tướng Chiến kỳ 67 - Vòng Sơ loại thứ nhất - Vòng 4  | Sawada Shingo Lục đẳng (lần 2)      | ▲ 99 ◯                                    | Hoà với kỷ lục chuỗi thắng hiện tại.                                        |
| 29                                                     | 26 tháng 6, 2017  | Long Vương Chiến kỳ 30 - Vòng Chung kết - Vòng 1          | Masuda Yasuhiro Tứ đẳng             | ▲ 91 ◯                                    | Phá kỷ lục chuỗi thắng.                                                     |
|                                                        | 2 tháng 7, 2017   | Long Vương Chiến kỳ 30 - Vòng Chung kết - Vòng 2          | Sasaki Yūki Ngũ đẳng                | △ 101 ⬤                                   | Trận thua đầu tiên kể từ khi Fujii lên chuyên. Chuỗi thắng kỷ lục chấm dứt. |
| Ký hiệu trong bảng: ▲: Tiên; △: Hậu; ◯: thắng; ⬤: thua |                   |                                                           |                                     |                                           |                                                                             |

### Thành tích từng mùa giải
Ô màu đỏ  biểu thị hạng nhất trong toàn bộ kỳ thủ. (Số trong ngoặc) là thứ hạng trong mùa giải đó.
| Mùa giải | Số ván đã đánh | Thắng | Thua | Tỉ lệ thắng | Chuỗi thắng | Ghi chú | Nguồn tham khảo |
| -------- | -------------- | ----- | ---- | ----------- | ----------- | --- | --------------- |
| 2016     | 10(-)          | 10(-) | 0    | 1.00(-)     | －(-)       | | [ 326 ]         |
| 2017     | 73(1)          | 61(1) | 12   | .836(1)     | 29(1)       | Kỷ lục ở 4 tiêu chí (số ván, số ván thắng, tỉ lệ thắng, chuỗi thắng)                                                 | [ 327 ]         |
| 2018     | 53(5)          | 45(2) | 8    | .849(1)     | 10(9)       | Người nhiều ván thắng nhất là Sasaki Daichi (46 ván thắng)                                                           | [ 328 ]         |
| 2019     | 65(2)          | 53(1) | 12   | .815(1)     | 13(3)       | Người nhiều ván đấu nhất là Sasaki Daichi (67 ván)                                                                   | [ 329 ]         |
| 2020     | 52(3)          | 44(1) | 8    | .846(1)     | 10(4)       | Hoà với Nagase Takuya về số ván thắng nhiều nhất/Chuỗi thắng dài nhất kéo dài sang năm sau                           | [ 330 ]         |
| 2021     | 64(1)          | 52(1) | 12   | .812(2)     | 19(2)       | Người có tỉ lệ thắng cao nhất là Itō Takumi (.818)/Chuỗi thắng dài nhất là Watanabe Kazushi (20 ván thắng liên tiếp) | [ 331 ]         |
| 2022     | 64(2)          | 53(1) | 11   | .828(1)     | 11(5)       | Người nhiều ván đấu nhất là Hattori Shin'ichirō (68 ván)                                                             | [ 332 ]         |

### Kỷ lục và giải thưởng cờ chiếu hết (tsumeshogi)
- Người nhỏ tuổi nhất giành chức vô địch Cuộc thi giải Cờ chiếu hết - 12 tuổi, học sinh lớp 6 tiểu học
- 5 lần liên tiếp vô địch Cuộc thi giải Cờ chiếu hết (nhiều nhất lịch sử) - 2015-19 (lần thứ 12-16)
- Giải thưởng Kadowaki Yoshio (2017)

### Các giải thưởng khác
- Giải Từ mới và Từ khoá thịnh hành của năm - Giải Đặc biệt của Ban Giám khảo - "Chuỗi 29 ván thắng" (2017)
- Giải Từ khoá tìm kiếm trên Yahoo! - Hạng mục Đặc biệt (2017, 2020)
- Bằng khen đặc biệt của Tỉnh Aichi (2018)[333]
- Công dân Danh dự Thành phố Seto (2018)
- Giải thưởng Đặc biệt của Hội Nhà báo Cờ vây - Shogi Kansai lần thứ 26 (2018)
- Number MVP (2020)
- Giải thưởng Hội Nhà báo Cờ vây - Shogi Kansai lần thứ 29 (2021)
- Giải thưởng Hội Nhà báo Cờ vây - Shogi Kansai lần thứ 30 (2022)
- Giải thưởng Hội Nhà báo Cờ vây - Shogi Kansai lần thứ 31 (2023)

## Xuất hiện trước công chúng

### Truyền hình
- Cận cảnh ngày nay + (クローズアップ現代+) (NHK Tổng hợp)
  - "Nhỏ tuổi nhất VS lớn tuổi nhất - Kỳ thủ thiếu niên "thiên tài" ra mắt ấn tượng" (最年少VS.最年長 〜"天才"少年棋士 鮮烈デビュー〜)(phát sóng ngày 16 tháng 1, 2017)
  - "Fujii Sōta - Kỳ thủ 14 tuổi giành chiến thắng 28 ván liên tiếp - nhiều nhất trong lịch sử (14歳棋士・知られざる偉業への道 ～歴代最多28連勝・藤井聡太～) (phát sóng ngày 21 tháng 6, 2017)
  - "Fujii Sōta Thất đẳng: Gian khổ và tiến bộ ít ai thấy được" (藤井聡太七段 知られざる苦悩と進化) (phát sóng ngày 9 tháng 7, 2020)
  - "Danh Nhân - Thất quán nhỏ tuổi nhất lịch sử - Sức mạnh của Fujii Sōta (最年少名人・七冠 藤井聡太の強さに迫る) (phát sóng ngày 5 tháng 6, 2023)
- Các bộ phim tài liệu của Truyền hình Tōkai
  - Phim tài liệu "Fujii Sōta 14 tuổi - Kỳ phổ trong 3 năm (藤井聡太14才～3年間の棋譜～) (Truyền hình Tōkai sản xuất, truyền hình Fuji phát sóng ngày 23 tháng 6, 2017).
  - Phin tài liệu "Fujii Sōta 17 tuổi" (藤井聡太17才) (Truyền hình Tōkai sản xuất và phát sóng ngày 19 tháng 7, 2020)
  - Phim tài liệu "Số đặc biệt năm mới: Fujii Sōta 18 tuổi" (新春スペシャル 藤井聡太18才) (Truyền hình Tōkai sản xuất và phát sóng ngày 2 tháng 1, 2021)
  - Phim tài liệu "Số đặc biệt năm mới: Fujii Sōta 19 tuổi" (新春スペシャル 藤井聡太19才) (Truyền hình Tōkai sản xuất và phát sóng ngày 3 tháng 1, 2022)
  - "Số đặc biệt kỷ niệm 65 năm phát sóng Truyền hình Tōkai: Fujii Sōta 20 tuổi) (東海テレビ開局65周年記念 藤井聡太20才) (Truyền hình Tōkai sản xuất và phát sóng ngày 2 tháng 1, 2023)
- NHK Special (NHK tổng hợp)
  - "Phân tích kỹ lưỡng quá trình "tiến hoá" của Fujii Sōta 14 tuổi" (徹底解剖 藤井聡太 〜"進化"する14歳〜) (phát sóng ngày 8 tháng 7, 2020)
  - "Chương trình độc quyền - Quá trình khổ luyện của kỳ thủ thiên tài 15 tuổi Fujii Sōta" (天才棋士 15歳の苦闘 独占密着 藤井聡太) (NHK Nagoya sản xuất, phát sóng ngày 10 tháng 8, 2017)
  - "200 giờ quyết chiến sản sinh ra Tứ quán Fujii Sōta"(四冠誕生 藤井聡太 激闘200時間) (phát sóng ngày 12 tháng 12, 2021)
- Chương trình Shogi đặc biệt "Ghi chép phỏng vấn kỳ thủ Fujii Sōta" (将棋スペシャル「棋士・藤井聡太 取材ノート」) (Kênh Cờ vây - Shogi, phát sóng ngày 29 tháng 7, 2017)
- Chương trình đặc biệt BS1 "Hướng đến trở thành kỳ thủ trong truyền thuyết - Fujii Sōta 1 năm sau khi lên chuyên" (BS1スペシャル「伝説の棋士へ〜藤井聡太 デビューから1年〜」) (NHK BS1, phát sóng ngày 24 tháng 12, 2017)
- "Sức mạnh đáng kinh ngạc của Fujii Sōta - kỳ thủ trẻ nhất từng giành được danh hiệu" (藤井聡太 驚異の強さ!〜史上最年少タイトル獲得〜) (NHK E-TV, phát sóng ngày 22 tháng 8, 2020)

### Truyền hình trực tuyến
- "Loạt 7 ván quyết chiến của Fujii Sōta Tứ đẳng - Câu chuyện của Thế hệ mới" (藤井聡太四段 炎の七番勝負 〜New Generation Story〜) (Kênh Shogi của AbemaTV, 12 tháng 3 - 23 tháng 4, 2017)
- Sư Tử Vương Chiến kỳ 0 (第零期獅子王戦) (Niconico, 26 tháng 3, 2017)
- Kỳ thủ trẻ VS Kỳ thủ hàng đầu - Loạt 7 ván của Hồn - Ván 3 (若手VSトップ棋士 魂の七番勝負 第三局) (Kênh Shogi của AbemaTV, 14 tháng 10, 2017)

### Trò chơi điện tử
- Khoá huấn luyện Shogi của kỳ thủ Fujii Sōta (棋士・藤井聡太の将棋トレーニング) (Game Studio phát hành ngày 5 tháng 3 năm 2020, chơi trên Nintendo Switch)

### Quảng cáo
- Poster tăng cường nhận thức phòng chống lừa đảo chuyển tiền qua mạng của Sở Cảnh sát Harajuku (tháng 9, 2018)
- Sô-cô-la ON và OFF của Fujiya - Phiên bản Fujii Sōta ON/OFF (2 tháng 3, 2021 - nay)
- Trà xanh Iemon của Suntory Foods (10 tháng 3, 2021 - nay) - Phiên bản Tâm trí của Fujii Sōta đã sẵn sàng (2 tháng 3, 2021 - nay)
- AMD Nhật Bản (tháng 9, 2022 - nay)
- Nhật báo Yoimuri - "Loạt 7 ván Long Vương Chiến kỳ 35" (tháng 10, 2022) - xuất hiện cùng Khiêu chiến giả Hirose Akihito. Đây là lần đầu tiên Long Vương Chiến được quảng cáo trên truyền hình.

### Các diễn viên đã thủ vai Fujii Sōta
- Suzuki Fuku - phim truyền hình "Cửu đẳng trầm cảm" (2020, nguyên tác: Senzaki Manabu Cửu đẳng)

## Niên biểu thành tích
| - In đậm biểu thị thành tích ở giải danh hiệu. Ô có tên người biểu thị tham gia loạt tranh ngôi. Tên người ở hàng trên là đối thủ. Chữ đậm nền đỏ là giành danh hiệu (đoạt hoặc phòng thủ). Chữ đậm nền hồng là giành danh hiệu và đủ điều kiện đạt danh dự Vĩnh thế. Chữ đậm nền xanh là mất danh hiệu (hoặc khiêu chiến thất bại). Hàng dưới là kết quả thắng thua. ⚪︎ : Fujii thắng, ⚫︎ : Fujii thua, 持 : Hoà do bế tắc, 千 : Hoà do lặp nước - Giải không danh hiệu - TNV : Tân Nhân Vương Chiến, ASH : Cúp Asahi mở rộng, NHC : Ngân Hà Chiến, JT : Giải vô địch toàn Nhật Bản Cúp JT, NHK: Cúp NHK - Đại Thưởng được công bố vào ngày 1 tháng 4 năm sau. MVP : Kỳ thủ Xuất sắc nhất, SVP : Kỳ thủ Ưu tú, SP : Giải thưởng Đặc biệt, WR : Tỉ lệ thắng cao nhất, GW : Nhiều trận thắng nhất, GP : Nhiều ván đấu nhất, STR : Chuỗi thắng dài nhất, RK : Tân binh của năm, BG : Ván đấu hay nhất năm, BGS : Giải Đặc biệt cho Ván đấu hay nhất năm, MK : Giải thưởng Masuda Kōzō, MKS: Giải thưởng Masuda Kōzō đặc biệt - Tiền thưởng tính từ tháng 1 đến thắng 12 của năm đó. Đơn vị: Triệu Yên. (Nội dung trong ngoặc) là thứ hạng. Nền đỏ là đứng thứ nhất trong toàn bộ kỳ thủ. - Ghi chú - NTN : Kỷ lục kỳ thủ trẻ tuổi nhất Đ : Lần đầu tiên trong lịch sử |

| Mùa giải | Danh Nhân Tháng 4-6           | Duệ Vương Tháng 4-6                                | Kỳ Thánh Tháng 6-7         | Vương Vị Tháng 7-9            | Vương Toạ Tháng 9-10   | Long Vương Tháng 10-12                | Vương Tướng Tháng 1-3       | Kỳ Vương Tháng 2-3       | Vô địch giải không danh hiệu | Đại Thưởng            | Tiền thưởng | Ghi chú |
| 2016     | －                            | －                                                 | －                         | －                            | －                     | －                                    | －                          | －                       | －                           |                       |             | 14 tuổi 2 tháng thăng lên Tứ đẳngNTN (lên chuyên) Kỳ thủ chuyên nghiệp học THCS (người thứ 5)                                                              |
| 2017     | －                            | －                                                 | －                         | －                            | －                     | Nhất Tổ 6 Bị loại VCK                 | Bị loại Vòng Sơ loại 1      | Bị loại VCK              | ASH                          | SP RK WR GW GP STR BG |             | Chuỗi 29 thắng từ khi lên chuyên (kỷ lục chuỗi - kỳ lục chuỗi từ khi lên chuyên) Thăng lên Ngũ đẳng Vô địch giải toàn bộ kỳ thủNTN - Thăng lên Lục đẳngNTN |
| 2018     | Hạng C tổ 2 Thăng lên C1      | Chiến thắng Tứ đẳng chiến Bị loại VCK              | Bị loại Vòng Sơ loại 1     | Bị loại Vòng Sơ loại          | Bị loại VCK            | Nhất Tổ 5 Bị loại VCK                 | Bị loại Vòng Sơ loại 1      | Bị loại VCK              | TNV ASH                      | WR MK                 | 20,31 (#12) | Thăng lên Thất đẳngNTN |
| 2019     | Hạng C tổ 1 Trụ lại C1        | Chiến thắng Thất đẳng chiến Bị loại VCK            | Bị loại Vòng Sơ loại 2     | Bị loại Vòng Sơ loại          | Bị loại VCK            | Nhất Tổ 4 Bị loại VCK                 | Trụ lại Vòng XĐCKG          | Bị loại Vòng Sơ loại     | －                           | GW WR BGS             | 21,08 (#9)  | |
| 2020     | Hạng C tổ 1 Thăng lên B2      | Bị loại Thất đẳng chiến                            | Watanabe Akira ⚪︎⚫︎⚪︎⚪︎    | Kimura Kazuki ⚪︎⚪︎⚪︎⚪︎        | Bị loại Vòng Sơ loại 2 | Nhất Tổ 3 Bị loại VCK                 | Bị loại khỏi Vòng XĐCKG     | Bị loại Vòng Sơ loại     | NHC ASH                      | MVP GW WR BG BGS MKS  | 45,54 (#4)  | Nhất Tổ 4 kỳ LVC liên tiếpĐ Lần đầu khiêu chiến/giành danh hiệuNTN Nhị quánNTN - Thăng lên Bát đẳngNTN                                                     |
| 2021     | Hạng B tổ 2 Thăng lên B1      | (Hoãn sang tháng 7-9)Toyoshima Masayuki ⚪︎⚫︎⚪︎⚫︎⚪︎ | Watanabe Akira ⚪︎⚪︎⚪︎      | Toyoshima Masayuki ⚫︎⚪︎⚪︎⚪︎⚪︎ | Bị loại VCK            | Nhất Tổ 2 Toyoshima Masayuki ⚪︎⚪︎⚪︎⚪︎ | Watanabe Akira ⚪︎⚪︎⚪︎⚪︎     | Bị loại VCK              | －                           | MVP GW GP BG          | 69,96 (#3)  | Nhất Tổ 4 kỳ LVC liên tiếpĐ Bảo vệ danh hiệuNTN・Thăng lên Cửu đẳngNTN Tam quánNTN/Tứ quánNTN/Ngũ quánNTN                                                  |
| 2022     | Hạng B tổ 1 Thăng lên A       | Deguchi Wakamu ⚪︎千⚪︎⚪︎                            | Nagase Takuya 千千⚫︎⚪︎⚪︎⚪︎ | Toyoshima Masayuki ⚫︎⚪︎⚪︎⚪︎⚪︎ | Bị loại VCK            | Hirose Akihito ⚫︎⚪︎⚪︎⚪︎⚫︎⚪︎           | Habu Yoshiharu ⚪︎⚫︎⚪︎⚫︎⚪︎⚪︎ | Watanabe Akira ⚪︎⚪︎⚫︎⚪︎  | JT NHC ASH NHK               | MVP GW WR BG BGS      | 122,05 (#1) | Grand Slam giải không danh hiệuĐ Lục quánNTN - Vô địch 10 giải trong nămĐ                                                                                  |
| 2023     | Watanabe Akira ⚪︎⚪︎⚫︎⚪︎⚪︎     | Sugai Tatsuya ⚪︎⚫︎⚪︎千千⚪︎                         | Sasaki Daichi ⚪︎⚫︎⚪︎⚪︎     | Sasaki Daichi ⚪︎⚪︎⚪︎⚫︎⚪︎      | Nagase Takuya ⚫︎⚪︎⚪︎⚪︎ | Itō Takumi ⚪︎⚪︎⚪︎⚪︎                   | Sugai Tatsuya ⚪︎⚪︎⚪︎⚪︎      | Itō Takumi 持⚪︎⚪︎⚪︎      | JT                           | MVP WR BG BGS         | 186,34 (#1) | Thất quánNTN/Độc chiếm Bát quánĐ/Danh NhânNTN/Long Vương - Danh NhânNTN                                                                                    |
| 2024     | Toyoshima Masayuki ⚪︎⚪︎⚪︎⚫︎⚪︎ | Itō Takumi ⚪︎⚫︎⚫︎⚪︎⚫︎                              | Yamasaki Takayuki ⚪︎⚪︎⚪︎   | Watanabe Akira ⚪︎⚫︎⚪︎⚪︎⚪︎     | Nagase Takuya ⚪︎⚪︎⚪︎   | Sasaki Yūki ⚪︎⚫︎⚪︎⚫︎⚪︎⚪︎              | Nagase Takuya ⚪︎⚪︎⚪︎⚫︎⚪︎    | Masuda Yasuhiro ⚪︎⚪︎千⚪︎ | NHK                          |                       |             | Mất Bát quán/Vĩnh thế Kỳ ThánhNTN/Vĩnh thế Vương VịNTN |
| 2025     | Nagase Takuya ⚪︎⚪︎⚪︎千⚫︎千⚪︎  | Bị loại VCK                                        | Sugimoto Kazuo ⚪︎⚪︎⚪︎      | Nagase Takuya – – – – – – –   |                        |                                       |                             |                          |                              |                       |             | |
| Mùa giải | Danh Nhân Tháng 4-6           | Duệ Vương Tháng 4-6                                | Kỳ Thánh Tháng 6-7         | Vương Vị Tháng 7-9            | Vương Toạ Tháng 9-10   | Long Vương Tháng 10-12                | Vương Tướng Tháng 1-3       | Kỳ Vương Tháng 2-3       | Vô địch giải không danh hiệu | Đại Thưởng            | Tiền thưởng | Ghi chú |

### Các nguồn tham khảo khác
- "Emerging shogi prodigy Fujii seen as threat to top champion Habu". Mainichi Shimbun. ngày 24 tháng 4 năm 2017.
- Niidoi, Hitoaki (ngày 18 tháng 5 năm 2017). "Undefeated teen shogi sensation Fujii marks 18th straight win since debut". Mainichi Shimbun.
- "Japan's youngest 'shogi' player fells fourth dan to stretch winning streak to 27". Japan Times. Kyodo News. ngày 17 tháng 6 năm 2017.
- Kobayashi, Kakumi (ngày 27 tháng 6 năm 2017). "The era of young shogi pro Fujii is here, but so is the era of AI in changing the game". Japan Times.
- "Shogi prodigy: Family, friends and fans rejoice over Fujii's historic victory". Japan Times. Kyodo News. ngày 27 tháng 6 năm 2017.
- Parry, Richard Lloyd (ngày 1 tháng 7 năm 2017). "Schoolboy Sota Fujii sweeps the board as master of Japanese shogi chess". The Times.
- Yamakawa, Isao (ngày 1 tháng 7 năm 2017). "Prodigy rewrites Japanese-chess records at age 14". Nikkei Asian Review.
- Strusiewicz, Cezary Jan (ngày 8 tháng 7 năm 2017). "The New Dragon King". Metropolis.
- Brasor, Philip (ngày 8 tháng 7 năm 2017). "Shogi: A measure of artificial intelligence". Japan Times.
- "Shogi boom proves boon for languishing maker of game pieces in Yamagata". Japan Times. Jiji Press. ngày 9 tháng 7 năm 2017. Bản gốc lưu trữ ngày 24 tháng 10 năm 2017. Truy cập ngày 7 tháng 9 năm 2023.
- 美馬, 和夫 [Mima, Kazuo] (2018). "Top Professionals' viewpoint: Leading players assess Fujii's shogi [強者の視点―棋士たちの藤井将棋論]". International Shogi Magazine. Số 3. Sams, Richard biên dịch. tr. 7–18. Bản gốc lưu trữ ngày 24 tháng 9 năm 2023. Truy cập ngày 7 tháng 9 năm 2023.{{Chú thích tạp chí}}:  Quản lý CS1: nhiều tên: danh sách tác giả (liên kết)